# Cléopâtre VII
Vous lisez un « bon article » labellisé en 2007.
Pour les articles homonymes, voir Cléopâtre.
Cléopâtre VII Philopator (en grec ancien Κλεοπάτρα Θεά Φιλοπάτωρ / Kleopátra Theá Philopátōr, « Cléopâtre la déesse qui aime son père », puis Θεά Νεωτέρα Φιλόπατρις / Theá Neōtéra Philópatris, « Déesse nouvelle qui aime sa patrie ») est une reine d'Égypte antique de la dynastie lagide née vers 69 av. J.-C. et morte le 12 août 30 av. J.-C.
Elle règne sur l'Égypte entre 51 et 30 av. J.-C. avec ses frères-époux Ptolémée XIII et Ptolémée XIV puis aux côtés du général romain Marc Antoine. Elle est célèbre pour avoir été la compagne de Jules César puis de Marc Antoine avec lesquels elle a eu plusieurs enfants. Partie prenante dans la guerre civile opposant Marc Antoine à Octave, elle est vaincue à la bataille d'Actium en 31 av. J.-C. Sa défaite permet aux Romains de mener à bien la conquête de l'Égypte, événement qui marque la fin de l'époque hellénistique.
Cléopâtre est un personnage dont la légende s'est emparée de son vivant même. Sa mort tragique n'a fait qu'ajouter au romanesque qui l'entoure et peut pour cette raison nuire à une approche objective de celle qui a été l'une des femmes les plus célèbres de l'Antiquité.

## Origines et personnalité

### Sources
Les principaux auteurs antiques (Plutarque, Suétone et Appien) n'évoquent Cléopâtre que pour sa place dans l'histoire romaine. Nous avons donc peu d'informations sur son séjour à Rome — au lendemain de l'assassinat de César — ou à Alexandrie — durant l'absence d'Antoine, entre 40 et 37 avant notre ère —. De plus, ces auteurs, inspirés par son vainqueur, l'empereur Auguste et son entourage, la montrent comme l'adversaire malfaisant de Rome et le mauvais génie d'Antoine. On observe par ailleurs que César ne fait aucune mention de sa liaison avec elle dans les Commentaires sur la guerre civile.
Le jugement que porte sur elle Flavius Josèphe au Ier siècle est révélateur : « Elle fit d'Antoine l'ennemi de sa patrie par la corruption de ses charmes amoureux. » La légende noire propagée par la propagande augustéenne est relayée par les poètes (Horace, Properce, Lucain) et les historiens romains (Tite-Live, Dion Cassius, Eutrope), pour lesquels Cléopâtre incarne plusieurs dangers : reine, elle remet en cause les valeurs de la République romaine ; femme de caractère et séductrice, elle met en danger la virilité et la virtus romaine ; ambitieuse, elle menace la liberté ; étrangère d'origine grecque et aux mœurs orientales, elle incarne débauche et luxure. Elle est ainsi à l'opposé des « vertus romaines » comme la pudicitia. Face à l'enthousiasme qu'elle a suscité chez les dramaturges, romanciers et les cinéastes occidentaux, les historiens restent circonspects. 

### Origines
Cléopâtre est née au cours de l'hiver 69/68 avant notre ère, probablement à Alexandrie. Elle appartient à la dynastie d'origine macédonienne des Lagides, laquelle règne sur l'Égypte depuis la fin du IVe siècle av. J.-C. Cette dynastie a été fondée par Ptolémée Ier, l'un des généraux d'Alexandre le Grand, qui s'empare de l'Égypte à la mort du conquérant.
Cléopâtre est l'une des trois filles connues du roi Ptolémée XII Aulète, et peut-être d'une concubine, puisque Strabon affirme que Ptolémée XII n'eut qu'un seul enfant « légitime », Bérénice IV, qui a régné de 58 à 55. Il est dès lors envisageable que son père, qui se serait engagé dans la polygamie pharaonique, ait eu une deuxième épouse égyptienne, peut-être issue de la classe sacerdotale de Memphis, ce qui expliquerait que certains auteurs romains la surnomment de manière injurieuse l'« Égyptienne ». Selon l'historien Maurice Sartre, l'origine de la mère de Cléopâtre serait, très vraisemblablement, non pas « égyptienne » mais gréco-macédonienne. Cléopâtre entretient d'ailleurs elle-même le mystère sur ses origines maternelles, laissant planer le doute sur une possible ascendance égyptienne, d'autant qu'elle parle égyptien, contrairement à ses prédécesseurs. Pour Toby Wilkinson, des siècles de tradition royale suggèrent que la mère de Cléopâtre était aussi d'origine grecque macédonienne.
Cependant, cette éventuelle bâtardise n'est pas certaine (par exemple, elle ne figure jamais dans les attaques dont la reine sera plus tard l'objet de la part des Romains),. Quoi qu'il en soit, à l'époque hellénistique, être un enfant « illégitime » n'est pas un handicap politique pour accéder au trône, Ptolémée XII étant lui-même, par exemple, un bâtard de Ptolémée IX.

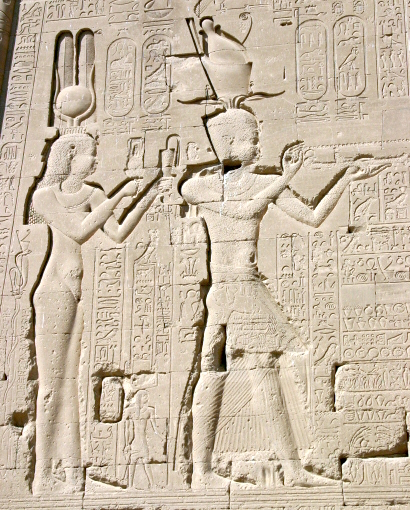
Relief du grand temple d'Hathor de Dendérah, représentant la reine Cléopâtre et son fils Césarion.
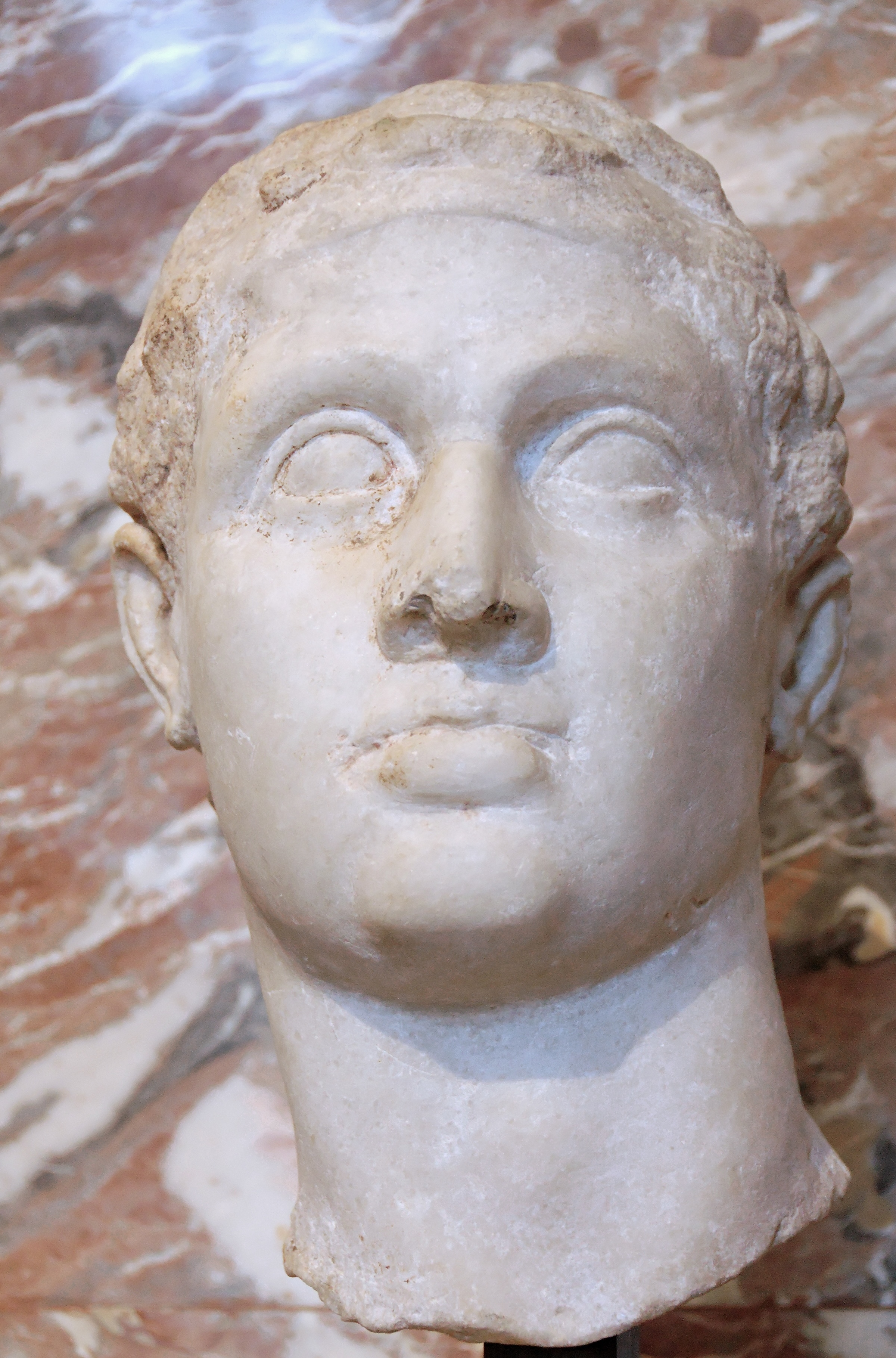
Buste hellénistique de Ptolémée XII, père de Cléopâtre VII, musée du Louvre.

### Généalogie
|  |  |  |  |  |  |             |             |             |             |               |               |               |               |               |               |             |             | Ptolémée XII  | Ptolémée XII  | Ptolémée XII  | Ptolémée XII  | Ptolémée XII     | Ptolémée XII     |                  |                  |                  |                  | concubine égyptienne ou macédonienne | concubine égyptienne ou macédonienne | concubine égyptienne ou macédonienne | concubine égyptienne ou macédonienne | concubine égyptienne ou macédonienne | concubine égyptienne ou macédonienne |                  |                  |            |            | Cléopâtre VI          | Cléopâtre VI          | Cléopâtre VI          | Cléopâtre VI          | Cléopâtre VI          | Cléopâtre VI          |             |             |                      |                      |                      |                      |                      |                      |  |  |  |  |  |  |  |  |  |  |  |  |
|  |  |  |  |  |  |             |             |             |             |               |               |               |               |               |               |             |             | Ptolémée XII  | Ptolémée XII  | Ptolémée XII  | Ptolémée XII  | Ptolémée XII     | Ptolémée XII     |                  |                  |                  |                  | concubine égyptienne ou macédonienne | concubine égyptienne ou macédonienne | concubine égyptienne ou macédonienne | concubine égyptienne ou macédonienne | concubine égyptienne ou macédonienne | concubine égyptienne ou macédonienne |                  |                  |            |            | Cléopâtre VI          | Cléopâtre VI          | Cléopâtre VI          | Cléopâtre VI          | Cléopâtre VI          | Cléopâtre VI          |             |             |                      |                      |                      |                      |                      |                      |  |  |  |  |  |  |  |  |  |  |  |  |
|  |  |  |  |  |  |             |             |             |             |               |               |               |               |               |               |             |             |               |               |               |               |                  |                  |                  |                  |                  |                  |                                      |                                      |                                      |                                      |                                      |                                      |                  |                  |            |            |                       |                       |                       |                       |                       |                       |             |             |                      |                      |                      |                      |                      |                      |  |  |  |  |  |  |  |  |  |  |  |  |
|  |  |  |  |  |  |             |             |             |             | Ptolémée XIII | Ptolémée XIII | Ptolémée XIII | Ptolémée XIII | Ptolémée XIII | Ptolémée XIII |             |             | Cléopâtre VII | Cléopâtre VII | Cléopâtre VII | Cléopâtre VII | Cléopâtre VII    | Cléopâtre VII    |                  |                  | Ptolémée XIV     | Ptolémée XIV     | Ptolémée XIV                         | Ptolémée XIV                         | Ptolémée XIV                         | Ptolémée XIV                         |                                      |                                      | Arsinoé IV       | Arsinoé IV       | Arsinoé IV | Arsinoé IV | Arsinoé IV            | Arsinoé IV            |                       |                       | Bérénice IV           | Bérénice IV           | Bérénice IV | Bérénice IV | Bérénice IV          | Bérénice IV          |                      |                      |                      |                      |  |  |  |  |  |  |  |  |  |  |  |  |
|  |  |  |  |  |  |             |             |             |             | Ptolémée XIII | Ptolémée XIII | Ptolémée XIII | Ptolémée XIII | Ptolémée XIII | Ptolémée XIII |             |             | Cléopâtre VII | Cléopâtre VII | Cléopâtre VII | Cléopâtre VII | Cléopâtre VII    | Cléopâtre VII    |                  |                  | Ptolémée XIV     | Ptolémée XIV     | Ptolémée XIV                         | Ptolémée XIV                         | Ptolémée XIV                         | Ptolémée XIV                         |                                      |                                      | Arsinoé IV       | Arsinoé IV       | Arsinoé IV | Arsinoé IV | Arsinoé IV            | Arsinoé IV            |                       |                       | Bérénice IV           | Bérénice IV           | Bérénice IV | Bérénice IV | Bérénice IV          | Bérénice IV          |                      |                      |                      |                      |  |  |  |  |  |  |  |  |  |  |  |  |
|  |  |  |  |  |  |             |             |             |             |               |               |               |               |               |               |             |             |               |               |               |               |                  |                  |                  |                  |                  |                  |                                      |                                      |                                      |                                      |                                      |                                      |                  |                  |            |            |                       |                       |                       |                       |                       |                       |             |             |                      |                      |                      |                      |                      |                      |  |  |  |  |  |  |  |  |  |  |  |  |
|  |  |  |  |  |  | Jules César | Jules César | Jules César | Jules César | Jules César   | Jules César   |               |               |               |               |             |             |               |               |               |               |                  |                  |                  |                  |                  |                  |                                      |                                      | Marc Antoine                         | Marc Antoine                         | Marc Antoine                         | Marc Antoine                         | Marc Antoine     | Marc Antoine     |            |            |                       |                       |                       |                       |                       |                       |             |             |                      |                      |                      |                      |                      |                      |  |  |  |  |  |  |  |  |  |  |  |  |
|  |  |  |  |  |  | Jules César | Jules César | Jules César | Jules César | Jules César   | Jules César   |               |               |               |               |             |             |               |               |               |               |                  |                  |                  |                  |                  |                  |                                      |                                      | Marc Antoine                         | Marc Antoine                         | Marc Antoine                         | Marc Antoine                         | Marc Antoine     | Marc Antoine     |            |            |                       |                       |                       |                       |                       |                       |             |             |                      |                      |                      |                      |                      |                      |  |  |  |  |  |  |  |  |  |  |  |  |
|  |  |  |  |  |  |             |             |             |             |               |               |               |               |               |               |             |             |               |               |               |               |                  |                  |                  |                  |                  |                  |                                      |                                      |                                      |                                      |                                      |                                      |                  |                  |            |            |                       |                       |                       |                       |                       |                       |             |             |                      |                      |                      |                      |                      |                      |  |  |  |  |  |  |  |  |  |  |  |  |
|  |  |  |  |  |  |             |             |             |             |               |               |               |               |               |               |             |             |               |               |               |               |                  |                  |                  |                  |                  |                  |                                      |                                      |                                      |                                      |                                      |                                      |                  |                  |            |            |                       |                       |                       |                       |                       |                       |             |             |                      |                      |                      |                      |                      |                      |  |  |  |  |  |  |  |  |  |  |  |  |
|  |  |  |  |  |  |             |             |             |             |               |               |               |               |               |               |             |             |               |               |               |               |                  |                  |                  |                  |                  |                  |                                      |                                      |                                      |                                      |                                      |                                      |                  |                  |            |            |                       |                       |                       |                       |                       |                       |             |             |                      |                      |                      |                      |                      |                      |  |  |  |  |  |  |  |  |  |  |  |  |
|  |  |  |  |  |  |             |             |             |             |               |               | Ptolémée XV   | Ptolémée XV   | Ptolémée XV   | Ptolémée XV   | Ptolémée XV | Ptolémée XV |               |               |               |               | Alexandre Hélios | Alexandre Hélios | Alexandre Hélios | Alexandre Hélios | Alexandre Hélios | Alexandre Hélios |                                      |                                      | Cléopâtre Séléné                     | Cléopâtre Séléné                     | Cléopâtre Séléné                     | Cléopâtre Séléné                     | Cléopâtre Séléné | Cléopâtre Séléné |            |            | Juba II de Maurétanie | Juba II de Maurétanie | Juba II de Maurétanie | Juba II de Maurétanie | Juba II de Maurétanie | Juba II de Maurétanie |             |             | Ptolémée Philadelphe | Ptolémée Philadelphe | Ptolémée Philadelphe | Ptolémée Philadelphe | Ptolémée Philadelphe | Ptolémée Philadelphe |  |  |  |  |  |  |  |  |  |  |  |  |
|  |  |  |  |  |  |             |             |             |             |               |               | Ptolémée XV   | Ptolémée XV   | Ptolémée XV   | Ptolémée XV   | Ptolémée XV | Ptolémée XV |               |               |               |               | Alexandre Hélios | Alexandre Hélios | Alexandre Hélios | Alexandre Hélios | Alexandre Hélios | Alexandre Hélios |                                      |                                      | Cléopâtre Séléné                     | Cléopâtre Séléné                     | Cléopâtre Séléné                     | Cléopâtre Séléné                     | Cléopâtre Séléné | Cléopâtre Séléné |            |            | Juba II de Maurétanie | Juba II de Maurétanie | Juba II de Maurétanie | Juba II de Maurétanie | Juba II de Maurétanie | Juba II de Maurétanie |             |             | Ptolémée Philadelphe | Ptolémée Philadelphe | Ptolémée Philadelphe | Ptolémée Philadelphe | Ptolémée Philadelphe | Ptolémée Philadelphe |  |  |  |  |  |  |  |  |  |  |  |  |
|  |  |  |  |  |  |             |             |             |             |               |               |               |               |               |               |             |             |               |               |               |               |                  |                  |                  |                  |                  |                  |                                      |                                      |                                      |                                      |                                      |                                      |                  |                  |            |            |                       |                       |                       |                       |                       |                       |             |             |                      |                      |                      |                      |                      |                      |  |  |  |  |  |  |  |  |  |  |  |  |
|  |  |  |  |  |  |             |             |             |             |               |               |               |               |               |               |             |             |               |               |               |               |                  |                  |                  |                  |                  |                  |                                      |                                      |                                      |                                      |                                      |                                      | d'où descendance |                  |            |            |                       |                       |                       |                       |                       |                       |             |             |                      |                      |                      |                      |                      |                      |  |  |  |  |  |  |  |  |  |  |  |  |

### Titulature

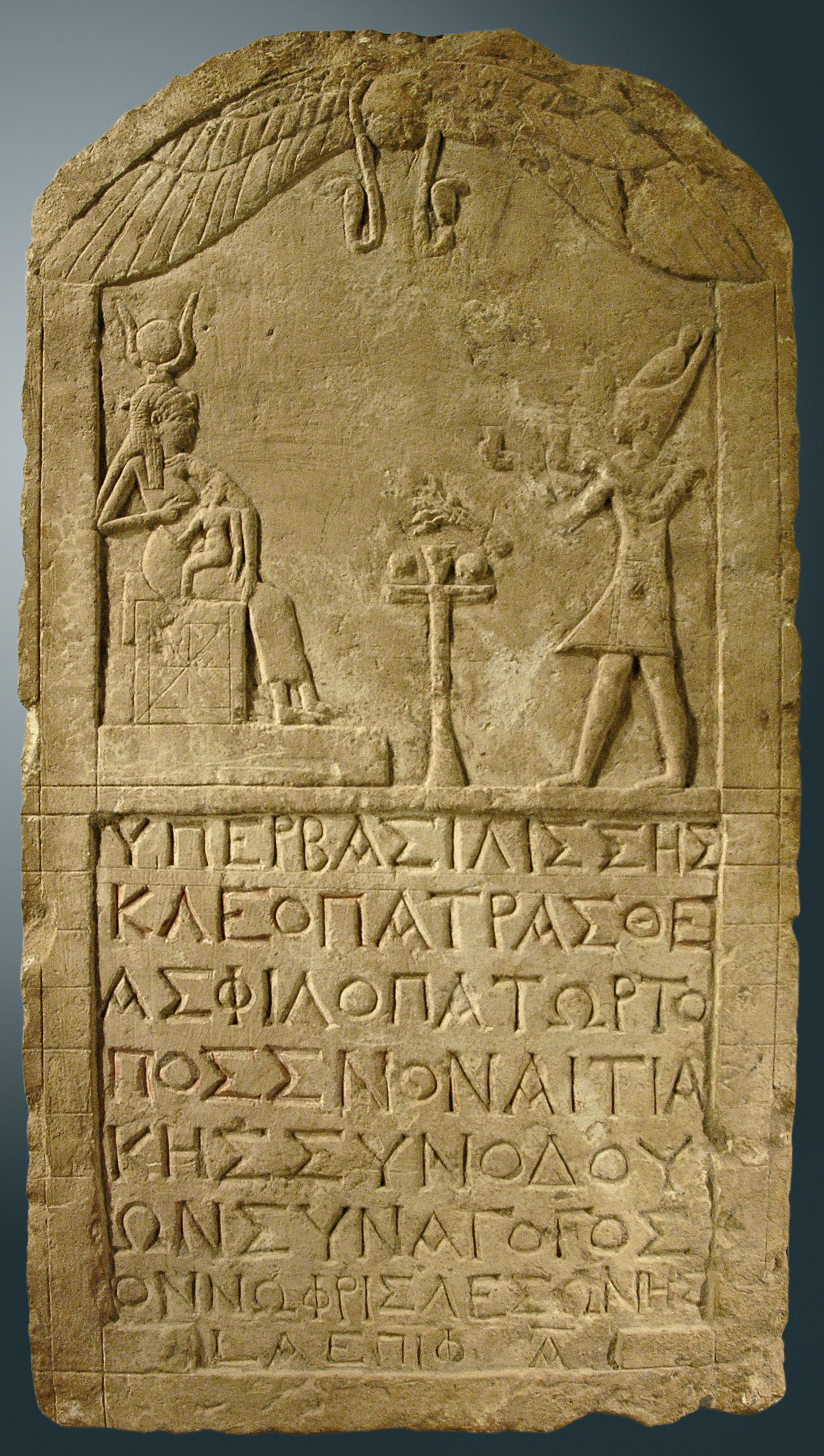
Stèle figurant possiblement Cléopâtre VII faisant offrande à Isis, musée du Louvre.

Cléopâtre s'est adjoint l'épithète, classique chez les Lagides, de Philopator, « Qui aime son père ». Mais en 36 avant notre ère, dans un contexte de renouveau politique, elle s'ajoute l'épithète Philopatris (« Qui aime sa patrie »). Cette titulature surprend dans une dynastie qui privilégie plutôt les liens dynastiques (« qui aime son père, sa mère, sa sœur », etc.) que l'attachement aux pays et aux peuples qu'elle gouverne. Peut-être faut-il y voir une attention plus marquée, rare chez ses prédécesseurs si l'on excepte Ptolémée VIII, envers les Égyptiens indigènes, thèse la plus consensuelle, à moins que Philopatris n'évoque l'origine macédonienne de la dynastie lagide. Une dernière hypothèse consiste à dire que cette « patrie » n'est autre qu'Alexandrie, ce qui insisterait sur le fait que Cléopâtre est une « métisse » macédonienne et non pas une Égyptienne : en effet, Alexandrie (fondation d'Alexandre le Grand) est alors considérée comme extérieure et indépendante de l'Égypte à laquelle elle n'est réunie que du fait de ses souverains. De cela découle l'expression « d'Alexandrie près de l'Égypte » alors courante, et qui marque cette situation.
Autre nouveauté dans la titulature, Cléopâtre se voit ajouter en 36 l'épithète de Théa Néôtera, soit « Déesse nouvelle / plus jeune », comme l'attestent des monnaies et un papyrus trouvé à Héracléopolis Magna qui donne sa titulature complète : « Déesse nouvelle qui aime son père et qui aime sa patrie ». Diverses interprétations sont possibles quant à cette épiclèse divine : soit Cléopâtre est l'objet d'un culte spécifique (sachant tout de même que les Lagides en sont déjà l'objet), soit il s'agit pour elle de s'inscrire comme le successeur de Cléopâtre Théa, fille de Ptolémée VI, qui a épousé successivement trois rois séleucides, afin de montrer son ambition à contrôler les territoires qui ont autrefois formé le royaume séleucide.

### Jeunesse
Son enfance et ses années d'adolescence sont méconnues. Il est possible d'imaginer qu'elle dût observer les événements du règne chaotique de son père avec une grande acuité. La désaffection entre la population égyptienne et la dynastie lagide est patente sous le règne de Ptolémée XII. Les causes sont nombreuses : dégénérescence physique et morale des souverains, centralisation outrancière, corruption et cupidité des administrateurs. La multiplication des révoltes indigènes, la perte de Chypre et de la Cyrénaïque, la dévaluation de la tétradrachme (une première depuis Ptolémée Ier) dont la valeur en argent passe de 90 % à 33 % font de ce règne l'un des plus calamiteux de la dynastie.
La puissance de Rome, qui intervient militairement pour rétablir Ptolémée XII en 55 avant notre ère, renversé par sa fille aînée Bérénice IV trois ans plus tôt, est certainement un élément compris et assimilé par la jeune Cléopâtre. Rétabli par Gabinius, le gouverneur de Syrie, Ptolémée XII se lance dans une série de massacres, de proscriptions et d'assassinats (dont sa propre fille Bérénice, la demi-sœur de Cléopâtre). Cette politique ne rend pas son autorité à un roi fantoche qui ne se maintient que par la présence romaine, laquelle de plus grève les finances du pays. Les tribulations du règne précédent apprennent ainsi à la future reine à utiliser tous les moyens pour se débarrasser de ses adversaires ou de ceux qui gênent ses projets, comme son jeune frère Ptolémée XIV en 44.

### Personnalité et apparence physique

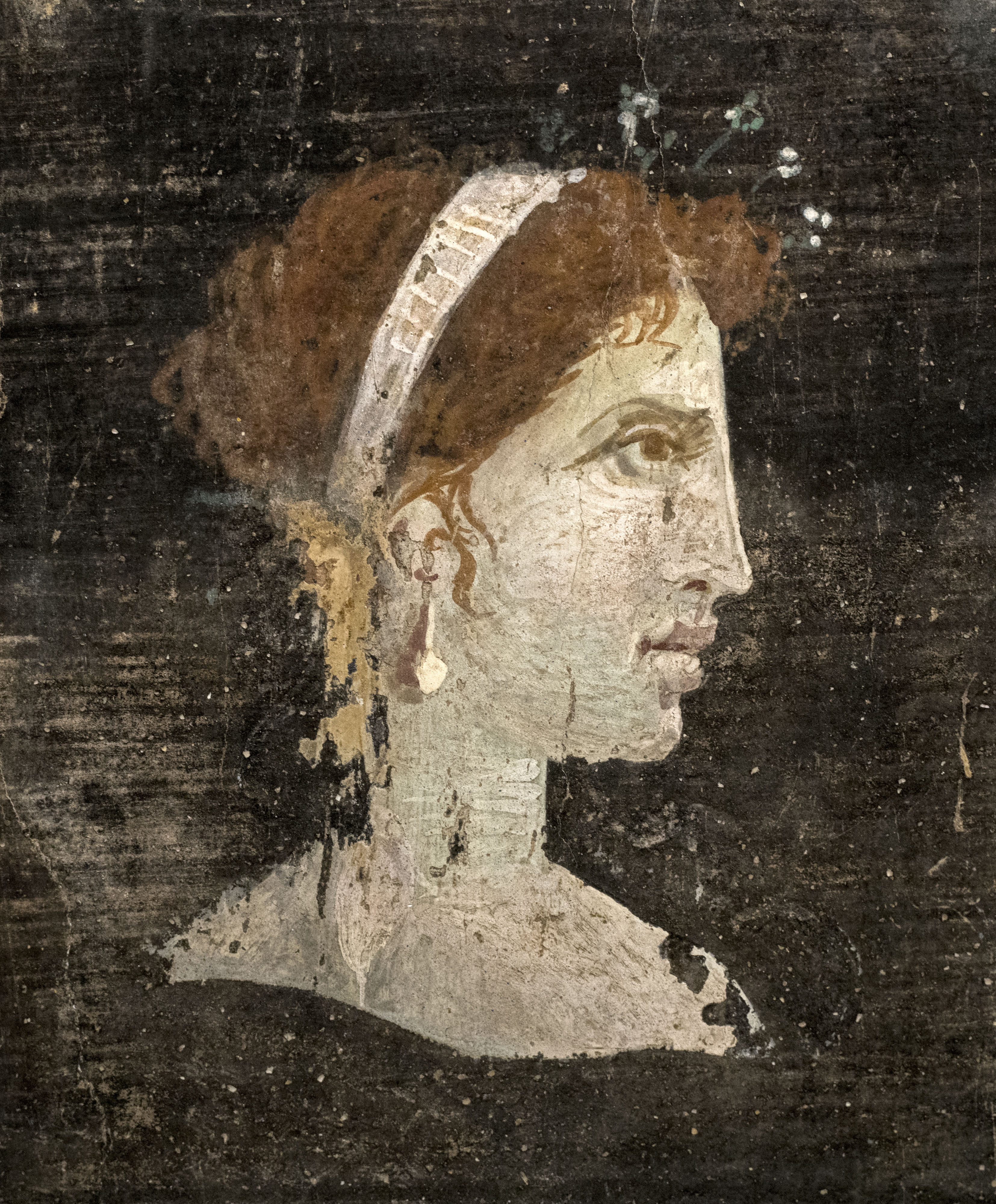
Portrait peint de Cléopâtre VII avec des cheveux roux et ses traits faciaux distincts, portant un diadème royal et des épingles à cheveux perlées, Herculanum, milieu du Ier siècle, musée archéologique national de Naples.

Il est difficile de cerner la véritable personnalité de Cléopâtre, qu'un certain romantisme a contribué à déformer ; mais elle possèderait beaucoup de courage et se révèlerait suffisamment intelligente pour inquiéter les Romains. De plus, alors qu'elle est souvent présentée dans des écrits hostiles comme étant une « prostituée », elle a démontré ses capacités de diplomate et de dirigeante politique. Le fait qu'elle ait séduit des Romains et créé des liens politiques avec eux uniquement à l'aide de sa beauté est une supposition probablement fausse.
Aucune source sûre ne vient nous éclairer sur son aspect physique qui échappe à un classement esthétique banal. Le buste de Cherchell, réalisé bien après sa mort, à l'occasion du mariage de sa fille, Cléopâtre Séléné, avec le roi Juba II de Maurétanie, est idéalisé. Certains auteurs antiques insistent sur sa beauté presque divine. La pièce de théâtre de Shakespeare contribue au mythe de la femme fatale qui se voit impliquée dans des relations passionnées vouées à la tragédie. Cette pièce en a inspiré bien d'autres, qui contribuent à leur tour à créer le symbole de la beauté éblouissante de Cléopâtre. Toutefois, les quelques pièces de monnaie donnent l'image d'une femme aux traits lourds et au nez assez proéminent. Un des seuls portraits a priori ressemblant de la reine se trouve sur une pièce de monnaie au Cabinet des médailles : il montre une femme au visage empâté, avec un menton et un nez proéminents. Si son physique semble en réalité avoir été des plus banals, Plutarque laisse entendre que ses interlocuteurs auraient été impressionnés par le ton de sa voix et ses capacités linguistiques. Bien qu'il soit impossible de définir avec certitude son apparence, son intelligence et son esprit cultivé sont probablement des traits de son caractère.
Comme dans tout le monde hellénistique où l'éducation des filles de familles libres est devenue chose normale, Cléopâtre bénéficie apparemment de l'enseignement de précepteurs cultivés. Le philosophe Plutarque insiste sur ses qualités intellectuelles. C'est ainsi que Cléopâtre est une polyglotte : elle parle, outre le grec, l'égyptien (première et dernière de sa dynastie à faire cet effort, encore qu'il y ait un doute pour Ptolémée VIII), l'araméen, l'éthiopien, le mède, sans doute aussi l'hébreu ainsi que la langue des Troglodytes, un peuple vivant au sud de la Libye. De tels dons ne la laissent sans doute pas longtemps démunie face au latin, encore que les Romains cultivés comme César parlent et lisent couramment le grec. Plusieurs traités de métrologie, d'alchimie, de gynécologie ou de cosmétique (le Kosmètikon) lui sont attribués, mais ils sont jugés apocryphes par les historiens modernes.

## Règne

### Accès au pouvoir

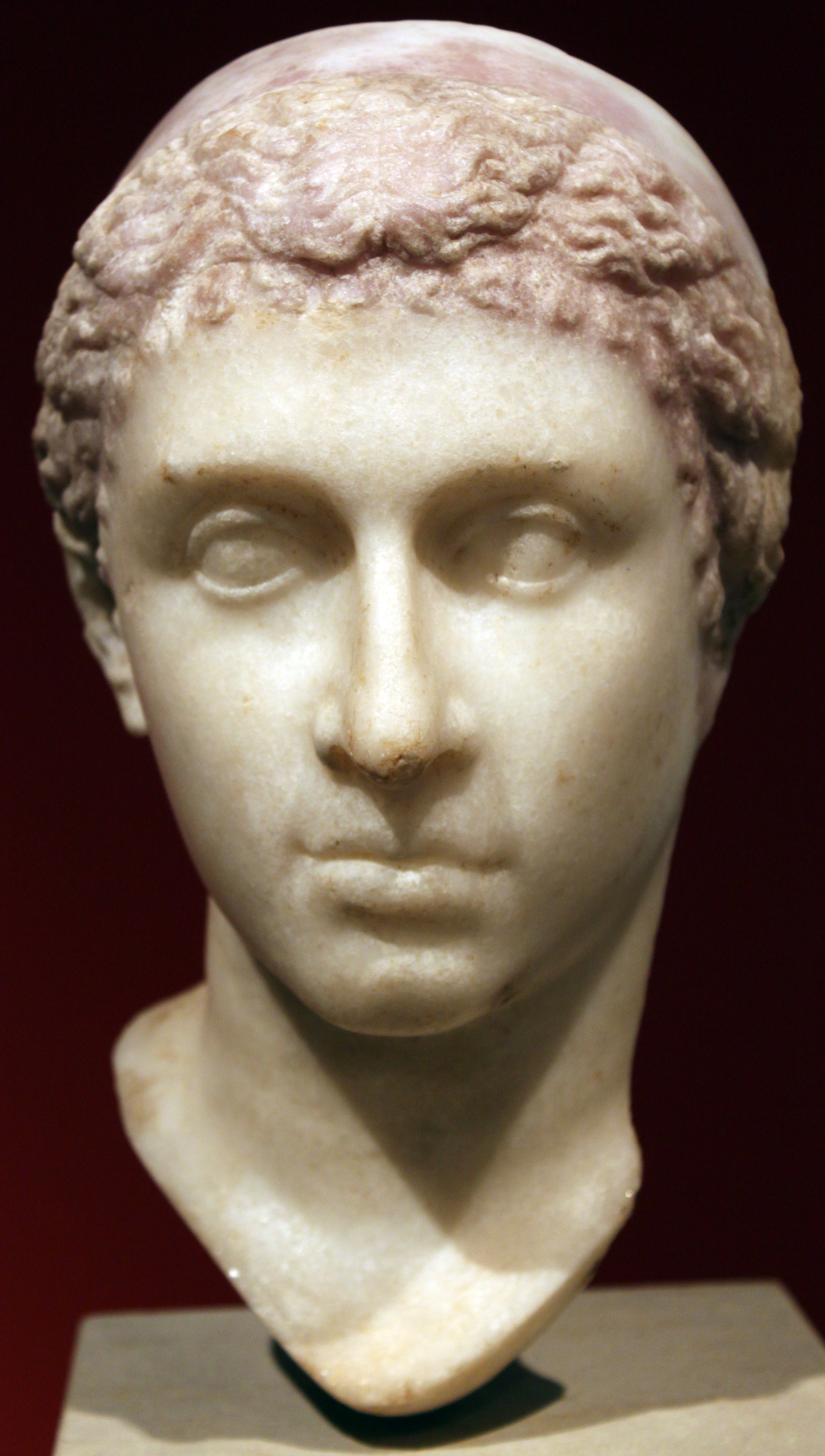
Buste supposé de Cléopâtre VII, Altes Museum, Berlin.

Fin 52 à début 51 avant notre ère, Cléopâtre VII, alors âgée d'environ dix-huit ans, est associée au pouvoir de son père Ptolémée XII. Quelques mois après, le testament du roi Ptolémée XII, mort en 51, désigne comme successeurs Cléopâtre et un frère cadet de celle-ci, Ptolémée XIII, d'une dizaine d'années environ, à qui elle est nominalement mariée car selon la coutume ptolémaïque, elle ne peut régner seule. Rien ne prouve que Cléopâtre ait voulu exercer la totalité du pouvoir à l'époque, en tout cas les titulatures de cette période lui accordent toujours la seconde place. Ces trois premières années de règne sont difficiles du fait des difficultés économiques : disette des années 50/48, crues insuffisantes du Nil et lutte politique entre l'eunuque Pothin et le général Achillas qui cherchent à opposer le frère et la sœur.
À l'automne 49, les relations se dégradent totalement entre les deux souverains. Les causes de cette rupture sont ignorées, mais à partir de cette date, le nom de la reine figure dans les textes officiels avant celui de Ptolémée XIII. En fait, c'est une véritable guerre qui éclate entre les deux monarques puisqu'à l'été 48, ils se font face à Péluse. Alors que le jeune roi vient d'atteindre sa majorité, Pothin et ses amis accusent la reine de complot contre son frère et provoquent un soulèvement des Alexandrins, si bien que Cléopâtre doit fuir en Syrie puis à Ashkelon, au sud de la Judée, où elle se constitue une armée de mercenaires recrutée parmi les tribus arabes.

### Jules César

#### Assassinat de Pompée
C'est alors qu'intervient la puissance romaine. En effet, Pompée, vaincu par Jules César à la bataille de Pharsale à l'été 48 avant notre ère, tente de trouver refuge en Égypte. Pompée a en effet été le protecteur de Ptolémée XII, le père de Cléopâtre et de Ptolémée XIII dont il se considère comme le tuteur. Ptolémée XIII et Cléopâtre auraient d'ailleurs aidé Pompée par l'envoi d'une flotte de soixante navires. Mais le jeune roi Ptolémée XIII et ses conseillers jugent sa cause perdue et pensent s'attirer les bonnes grâces du vainqueur en faisant assassiner Pompée à peine a-t-il posé le pied sur le sol égyptien, près de Péluse, le 28 septembre 48 av. J.-C., sous les yeux de son entourage.
César, qui débarque deux jours plus tard, est en apparence furieux de ce lâche forfait et n'éprouve pour le pharaon que mépris, car ce n'est pas son adversaire qu'on a lâchement frappé dans le dos mais Rome elle-même. Il fait enterrer la tête de Pompée dans le bosquet de Némésis en bordure du mur est de l'enceinte d'Alexandrie. Pour autant, la mort de Pompée est une aubaine pour César qui tente par ailleurs de profiter des querelles dynastiques pour annexer l'Égypte.

#### Rencontre de Jules César

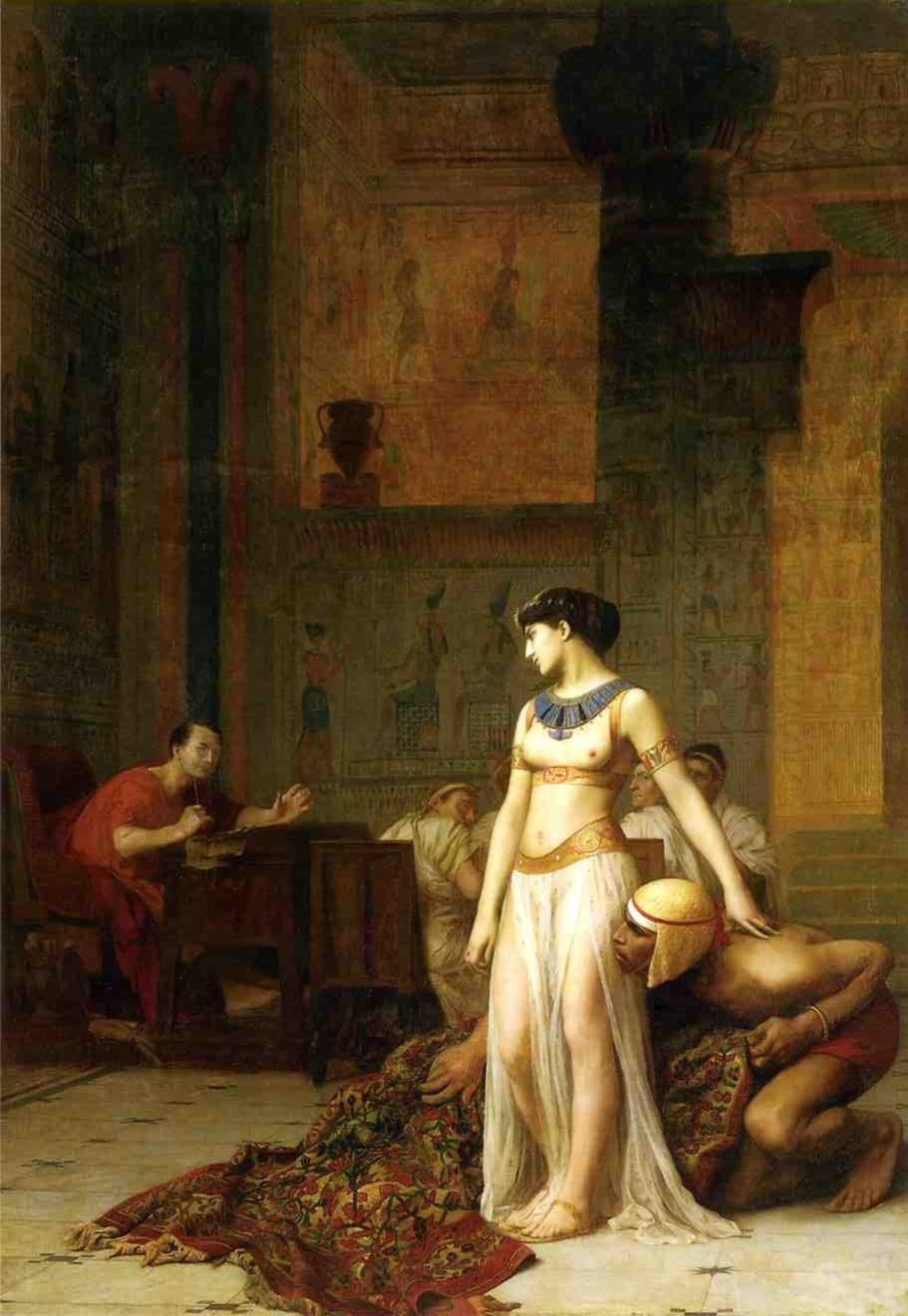
Cléopâtre et César par Jean-Léon Gérôme, 1866.

Il est difficile de se prononcer clairement sur les raisons qui ont poussé César à s'attarder à Alexandrie. Il y a des raisons politiques, César ayant certainement l'intention d'annexer l'Égypte, mais aussi des raisons plus sentimentales, bien qu'il évoque les vents contraires pour expliquer pourquoi il a différé son retour. Il tente d'abord d'obtenir le remboursement de dettes que Ptolémée XII a contractées auprès d'un banquier romain et qu'il a reprises à son compte. Il juge pour cela indispensable de réconcilier le couple royal et tente de s'y employer à la fin de l'année 48 avant notre ère. Les deux souverains sont convoqués au palais royal d'Alexandrie. Ptolémée XIII s'y rend après diverses tergiversations, ainsi que Cléopâtre. C'est à ce moment que se déroule, s'il est authentique, l'épisode du tapis dans lequel la reine se serait fait enrouler afin de parvenir auprès de César. Celui-ci tente d'imposer le statu quo ante, c'est-à-dire le retour au testament de Ptolémée XII, ce qu'accepte Cléopâtre mais pas son frère, guère impressionné par les faibles effectifs de César (environ 7 000 hommes). Pendant les négociations, l'eunuque Pothin, le tuteur de Ptolémée XIII (qui n'avait que quatorze ans à l'époque), fit venir en secret son armée forte de 20 000 soldats à Alexandrie et attaque César. Contre toute attente, les légionnaires romains arrivent à leur opposer une défense ferme dans les rues et les repoussent. Un siège de plusieurs mois commence alors, ponctué d'escarmouches. Finalement, début 47 av. J.-C., César reçoit des renforts. 13 000 soldats menés par Mithridate de Pergame et Antipater l'Iduméen arrivent en vue d'Alexandrie, forçant les troupes égyptiennes à stopper leur siège et à se regrouper. César rejoint alors ses alliés et attaque les forces de Ptolémée XIII, lui infligeant une défaite cuisante. Forcé de fuir, Ptolémée XIII se noie dans le Nil. César rentre alors avec Cléopâtre à Alexandrie, où les Égyptiens se rendent. 
César renonce semble-t-il à ce moment à son projet d'annexion, préférant contracter une alliance. Peut-être est-ce à cause de la romance avec la reine de trente ans sa cadette ; Suétone affirme à ce propos que Cléopâtre est la plus grande passion de César, mais il écrit plus d'un siècle et demi après les faits. D'autres faits pourraient expliquer ce choix : les difficultés militaires rencontrées durant la guerre civile à Alexandrie au cours de l'hiver 48/47, ou encore son voyage « voluptueux » sur le Nil jusqu'aux confins de la Nubie,.
Il existe enfin un autre motif qui pourrait expliquer ce changement de politique. En cette période troublée (César n'a pas encore réduit les derniers partisans de Pompée), un gouverneur d'Égypte ambitieux aurait pu affamer Rome en la privant du blé égyptien et s'en faire un tremplin pour ses ambitions politiques. Auguste, plus tard, interdit d'ailleurs aux sénateurs l'accès à l'Égypte afin d'éviter d'éventuelles tentations. Maintenir une dynastie discréditée tout en gardant le contrôle militaire du pays (trois légions romaines restent après le départ de César) est par conséquent la solution, peut-être provisoire dans l'esprit du conquérant, la plus commode.

#### Séjour à Rome
Cléopâtre épouse alors un autre de ses frères cadets, Ptolémée XIV, sur l'injonction de Jules César. Cependant, elle est la seule à détenir réellement le pouvoir (sous protectorat romain) et le protocole enregistre cette prépondérance en plaçant le nom de la reine en tête des actes officiels. Sa liaison avec César n'est un mystère pour personne. Ce dernier, cependant, doit bientôt quitter Alexandrie pour combattre le roi du Pont, Pharnace II, puis les derniers partisans de Pompée en Afrique. De retour à Rome, il y convoque les souverains lagides en 46 avant notre ère. Les motifs de cette convocation sont imprécis. César, lui-même marié, âgé d'une cinquantaine d'années, souhaite-t-il retrouver sa maîtresse âgée, elle, d'une vingtaine d'années, qu'il loge dans sa propriété de la rive droite du Tibre ? Veut-il impressionner par l'éclat des quatre triomphes qu'il célèbre durant l'été 46 ? A-t-il comme objectif de montrer ce qu'il en coûte de se révolter contre Rome en faisant figurer dans son triomphe la sœur de Cléopâtre et de Ptolémée XIV, Arsinoé, qui s'est fait reconnaître reine par les troupes de Ptolémée XIII ? Souhaite-t-il garder en otage les deux souverains d'un État dont les ressources en blé sont vitales à Rome ? Suétone affirme dans ce sens que César préfère maintenir deux souverains fantoches à la tête de l'Égypte plutôt que d'en faire une province où un gouverneur audacieux serait en position d'affamer Rome, très dépendante de ses importations de blé égyptien. Toujours est-il que l'Égypte est administrée pendant ce temps par les officiers de ses troupes restés à Alexandrie.
Ce séjour de deux ans à Rome reste méconnu. En fait, il y a deux séjours : un premier dans la villa du Trastevere de César, puis, après un bref retour en Égypte, un second, probablement dans les anciens jardins appartenant à son amie Claudia, la femme de Catulle. Le seul geste officiel de César en sa faveur est de faire placer une statue dorée de la reine dans le sanctuaire de Vénus Genetrix, ancêtre mythique de la gens Iulia dont il est issu. Il est cependant attesté qu'elle a rencontré de nombreux hommes politiques romains dont Cicéron qui n'hésite pas à écrire à Atticus : « Je déteste la reine ! »
Aux yeux de la morale romaine, Cléopâtre reste la prostituée de César. Même si elle est reine ou déesse en sa demeure, elle incarne une conquête romaine ou une esclave qui ne doit pas offrir de descendance à César. Pline la surnommera même la regina meretrix, la « reine putain ». De nombreuses lampes à huile sont illustrées de scènes la caricaturant. On la voit ainsi s'accoupler avec un crocodile en tenant une palme de victoire.

### Règne sans partage

#### Mort de Jules César
Imaginer que la présence de Cléopâtre à Rome s'explique par le rôle actif qu'elle y aurait joué et prêter à César l'intention de transporter à Alexandrie sa capitale (comme l'estime Suétone) est excessif. Il paraît difficile d'imaginer César gouvernant l'Italie depuis l'Égypte alors que la situation politique demeure trouble. Dans son testament, il ne fait aucune allusion à Césarion, né de Cléopâtre ; mais il fait d'Octave son héritier. Il est donc certain que César vivant est plus un obstacle au projet de restauration de la puissance lagide que nourrit Cléopâtre. Aussi sa mort est-elle une surprise mais aussi une chance que la reine tâche d'exploiter.[réf. nécessaire]
Début 44 avant notre ère, César est assassiné par une conjuration de sénateurs. Profitant de la situation confuse qui s'ensuit, Cléopâtre quitte alors Rome à la mi-avril, faisant escale en Grèce. Elle parvient à Alexandrie en juillet 44. Elle entreprend de rétablir l'autorité de l'Égypte sur Chypre, qui a été cédée à Rome par Ptolémée XII en 59. À peine de retour dans son royaume, elle fait assassiner Ptolémée XIV, à la fois monarque inutile et rival potentiel. La naissance de son fils lui assure un successeur éventuel et elle prend donc seule le titre de reine.

#### Années difficiles

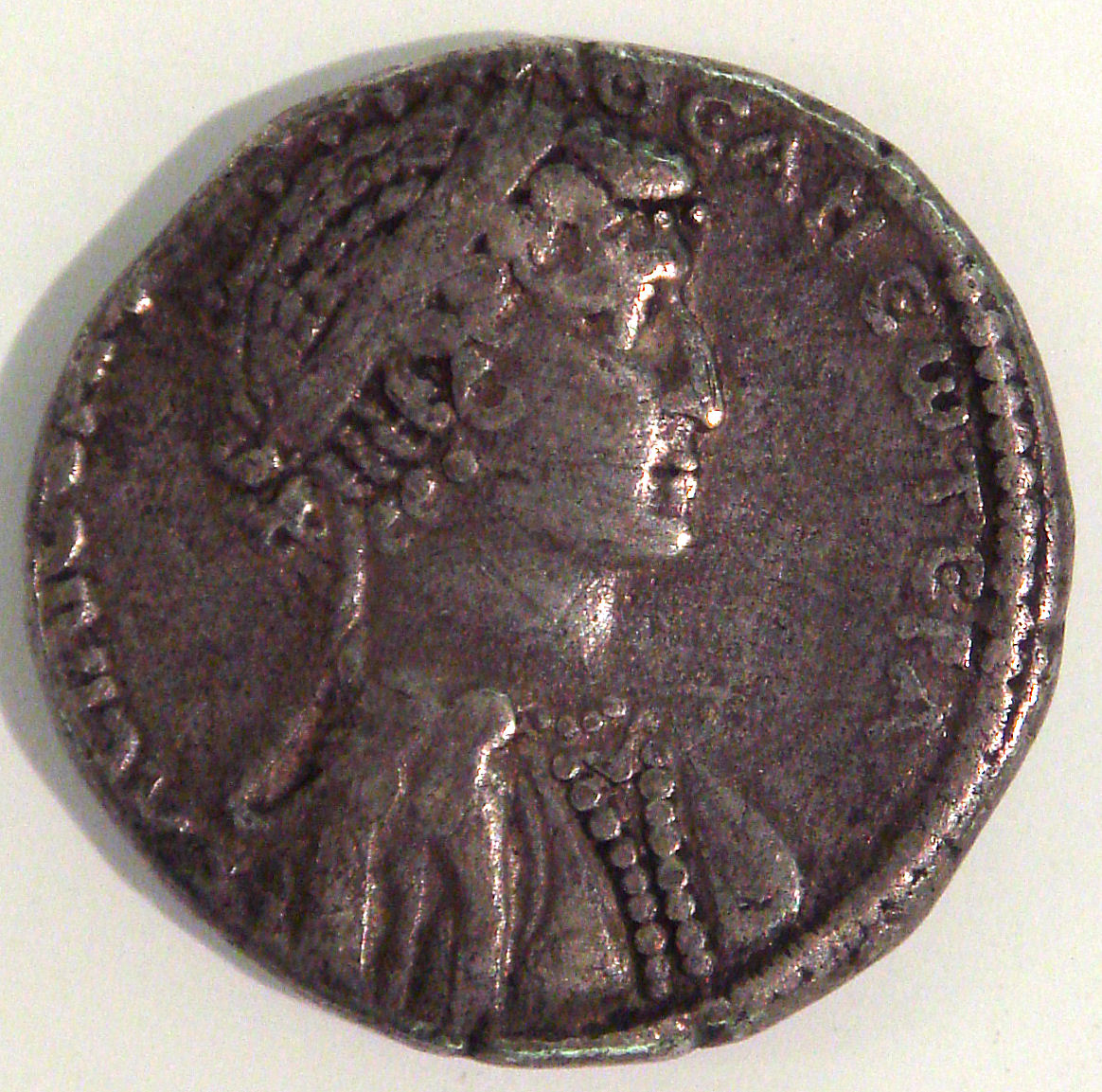
Drachme à l'effigie de Cléopâtre VII, Syrie.

Cléopâtre, enfin seule reine d'Égypte, même si c'est officiellement au nom de son fils, est confrontée à des années difficiles. En 43 avant notre ère, une famine s'abat sur le pays, puis la crue du Nil fait défaut deux années consécutives (42/41). Il semble que la reine se soit préoccupée essentiellement de l'approvisionnement d'Alexandrie, centre de son pouvoir mais prompte à la rébellion. De plus, il lui faut compter avec les quatre légions romaines installées par son défunt amant, qui se livrent à des exactions jusqu'à leur départ en 43.
La guerre que se livrent les assassins de César, Cassius et Brutus, et ses héritiers, Octave et Marc Antoine, oblige la reine à des contorsions diplomatiques. En effet, Brutus tient la Grèce ainsi que l'Asie Mineure, tandis que Cassius s'installe en Syrie. Le gouverneur de Cléopâtre à Chypre, Sérapion, vient en aide à Cassius, avec l'assentiment de la reine quels que soient les sentiments que lui inspire l'un des assassins de César. Sérapion est officiellement désavoué plus tard.
Dans le même temps, Cléopâtre envoie les quatre légions aux partisans de César (qui ont reconnu Césarion comme roi d'Égypte) qui luttent contre Cassius en Syrie. C'est aussi l'occasion pour elle de se débarrasser de l'occupation romaine. Mais la flotte qui les transporte est victime d'une tempête au large de la Cyrénaïque et passe du côté de Cassius. Cassius aurait envisagé de s'emparer d'Alexandrie quand le débarquement en Grèce d'Antoine et d'Octave l'oblige à renoncer à ses projets. La reine se place finalement dans le camp des vainqueurs quand en 42 les républicains sont écrasés à la bataille de Philippes.

### Marc Antoine

#### Rencontre de Marc Antoine

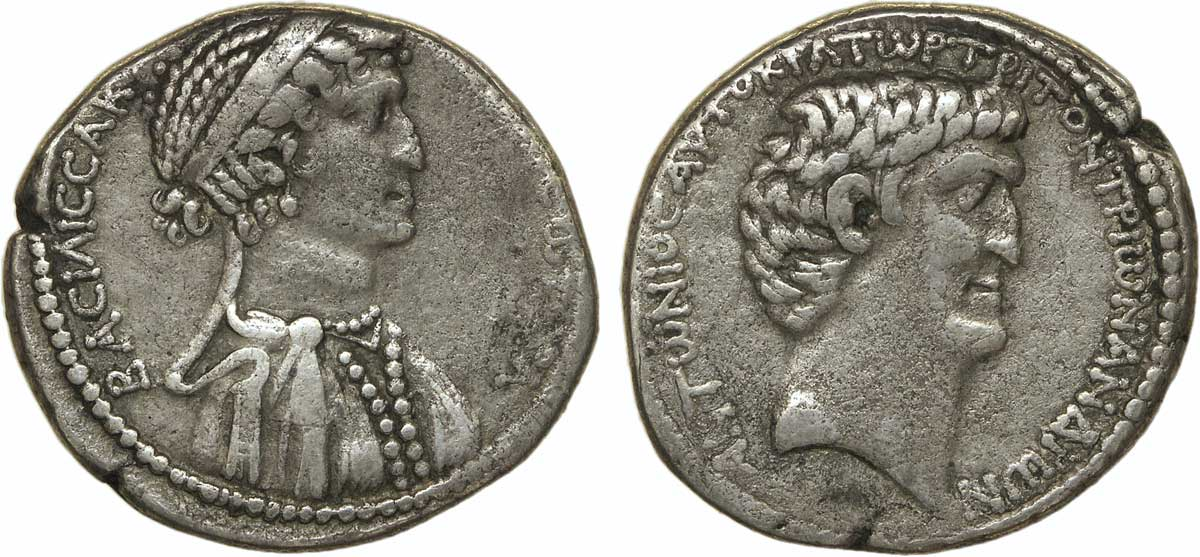
Monnaie à l'effigie de Cléopâtre et de Marc Antoine.

Nous ignorons depuis quand Cléopâtre, âgée de 29 ans en 41 avant notre ère, et le général romain, qui a une quarantaine d'années, se connaissent. Marc Antoine est l'un des officiers qui ont participé au rétablissement de Ptolémée XII en 55, mais il est peu probable qu'ils se soient fréquentés, Cléopâtre n'ayant à l'époque qu'une quinzaine d'années, même si Appien indique qu'Antoine a déjà remarqué la future reine. Il n'existe aucun témoignage certain sur cette possible rencontre. Il est plus vraisemblable qu'ils se soient fréquentés lors du séjour à Rome de Cléopâtre. Pourtant, lors de leur rencontre en 41 avant notre ère, ils semblent assez mal se connaître.
Dans le partage du monde romain intervenu après l'écrasement des républicains, l'Orient est dévolu à Antoine dans le cadre du Second triumvirat. Il reprend alors le projet de César avant sa mort, c'est-à-dire une grande expédition contre les Parthes. Pour cela, il convoque les souverains des royaumes clients à Tarse, en Cilicie, y compris la reine d'Égypte,. Celle-ci connaît au moins un des défauts de l'officier, sa vanité et son amour du faste, aussi arrive-t-elle dans un navire à la poupe dorée et aux voiles pourpres, siégeant sous un dais d'or, entourée d'un équipage déguisé en nymphes, Néréides et Amours. Puis, elle invite Marc Antoine à son bord pour un somptueux banquet. Commence alors une liaison de dix ans, sans doute l'une des plus célèbres de l'Histoire, même s'il est difficile de savoir quelle est la part de calcul dans l'attitude d'Antoine, lequel a besoin de l'Égypte pour ses projets.

#### Reconstitution d'un grand royaume lagide

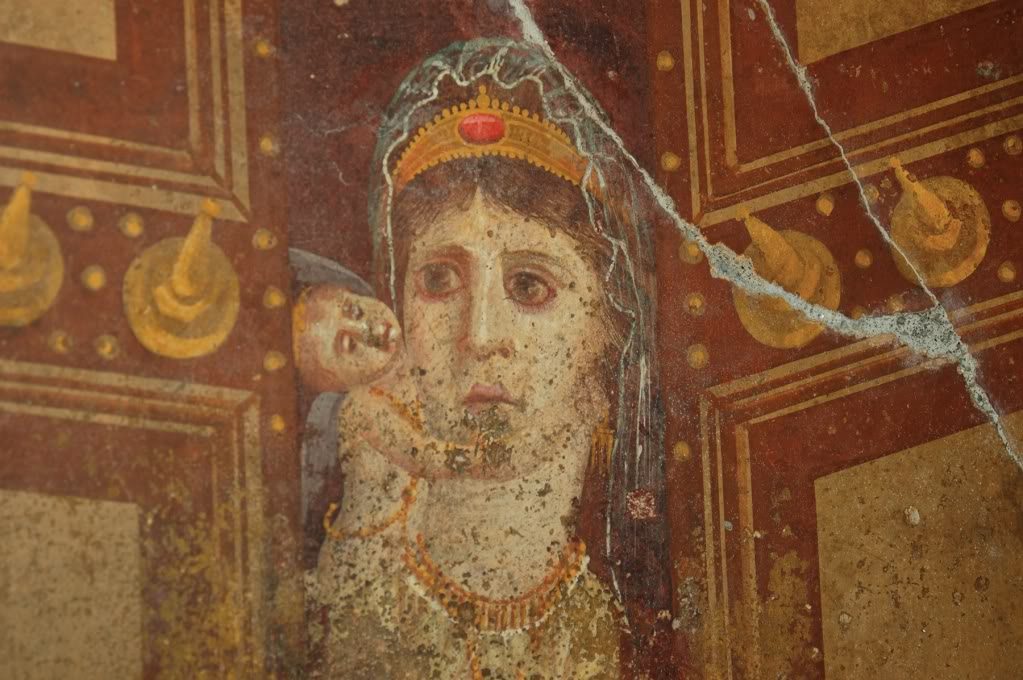
Une peinture de style romain dans la maison de Marcus Fabius Rufus à Pompéi, en Italie, représentant Cléopâtre VII comme Vénus Genetrix et son fils Césarion comme un Cupidon, milieu du Ier siècle avant notre ère.

Dans un premier temps, Marc Antoine suit Cléopâtre à Alexandrie, où il passe l'hiver 41/40 avant notre ère, laissant son armée. C'est à ce moment qu'une vaste offensive des Parthes leur permet de s'emparer de la Syrie, du Sud de l'Asie Mineure, et de la Cilicie. Antigone Mattathias, un prince de la famille des Hasmonéens, hostile aux Romains, est installé sur le trône de Jérusalem. Marc Antoine mène une courte contre-offensive depuis Tyr puis est obligé de rentrer à Rome (été 40) où s'affrontent ses partisans et ceux d'Octave. Il conclut avec ce dernier la paix de Brindes en octobre 40 et épouse sa sœur, Octavie. Pendant ce temps, à Alexandrie, Cléopâtre accouche de jumeaux : un garçon, Alexandre Hélios, et une fille, Cléopâtre Séléné.
La séparation dure trois ans, du printemps 40 à l'automne 37, et nous ne savons rien ou presque de l'action de la reine durant cette période. Au retour d'Antoine, les deux amants se retrouvent à Antioche à l'automne 37 ; celui-ci entame une politique nouvelle. Alors que ses officiers et ses alliés ont chassé les Parthes, il substitue là où c'est possible des États clients, qui lui sont fidèles, à une administration directe de Rome. C'est ainsi qu'Hérode devient roi de Judée avec l'appui direct d'Antoine. C'est un phénomène identique qui se déroule en Galatie, dans le Pont et en Cappadoce. Cléopâtre en tire un bénéfice immédiat puisqu'elle se voit confirmer la possession de Chypre, qui est en fait effective depuis 44, mais aussi de villes de la côte syrienne, du royaume de Chalcis, au Liban actuel, et de la côte cilicienne. Elle reconstitue ainsi une partie de la thalassocratie des premiers rois lagides.

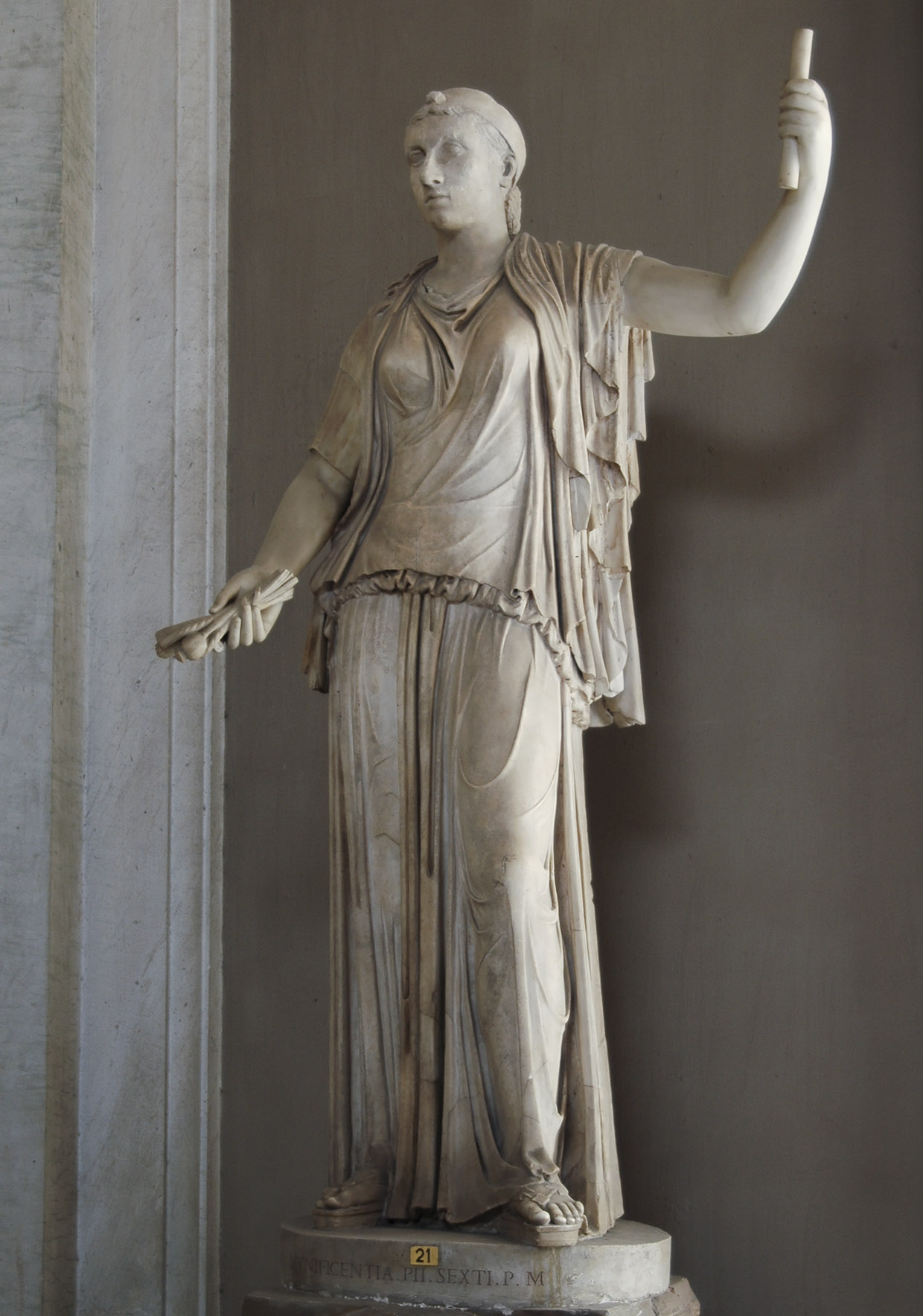
Une statue romaine (restaurée) supposée représenter Cléopâtre VII (le diadème et la coiffure « en melon » sont semblables à des portraits de monnaie), en marbre, trouvée près de la Tomba di Nerone, à Rome, le long de la Via Cassia. Museo Pio-Clementino.

#### Guerre contre les Parthes
En 37/36 avant notre ère, Marc Antoine entame une campagne contre les Parthes qui tourne au désastre, en grande partie dû à un hiver rigoureux dans les montagnes d'Arménie et d'Atropatène. Antoine lui-même en réchappe de peu. Cléopâtre est restée à Alexandrie pour accoucher d'un troisième enfant du couple, Ptolémée Philadelphe. Nous ignorons si c'est en 37, au retour de cette expédition, que Cléopâtre et Antoine se marient, ou en 34 lors du triomphe célébré à Alexandrie. Eutrope fixe le mariage avant l'expédition contre les Parthes. Nous n'en connaissons même pas le fondement légal, mais s'il s'agit du droit pharaonique, ce qui semble probable, ce mariage est considéré comme nul par le droit romain. Toujours est-il que la relation entre Cléopâtre et Antoine fut longue de onze ans (de leur rencontre en 41 à 30, à la mort d'Antoine).
Après 37, Octave commence à voir dans l'alliance entre Antoine et Cléopâtre une menace. Il envoie sa sœur Octavie, la femme légitime d'Antoine et la mère de ses deux filles, Antonia l'Aînée (la future grand-mère de Néron) et Antonia la Jeune (future mère de Germanicus et de Claude), rejoindre son mari au début du printemps 35. Antoine ordonne à sa femme, lorsque celle-ci parvient à Athènes, de rebrousser chemin. Octavie, sans montrer extérieurement le moindre signe de contrariété, ordonne aux troupes qui l'accompagnent, des renforts de son frère pour son époux, de poursuivre leur chemin vers Alexandrie.
Antoine projette en effet de faire oublier son échec contre les Parthes et lance en 35 une seconde expédition plus chanceuse. L'Arménie et la Médie font acte d'allégeance et Antoine célèbre un triomphe, non à Rome, mais à Alexandrie, pour lequel Cléopâtre et ses enfants sont associés. Plus tard, Césarion est proclamé roi des rois sous le nom de Ptolémée XV, Alexandre Hélios reçoit en partage l'Arménie et les terres au-delà de l'Euphrate, Ptolémée Philadelphe, quant à lui, se voit confier, nominativement car il a environ deux ans, la Syrie et l'Anatolie. Enfin, Cléopâtre Séléné se retrouve à la tête de la Cyrénaïque. Il semble que le caractère hasardeux et chimérique de ces projets grandioses (une partie non négligeable de ces royaumes ne sont pas réellement sous le contrôle de Marc Antoine) n'échappe pas à Cléopâtre qui se contente plus prosaïquement de réclamer à son amant, en vain, la Judée.

### Échec

#### Défaite face à Octave

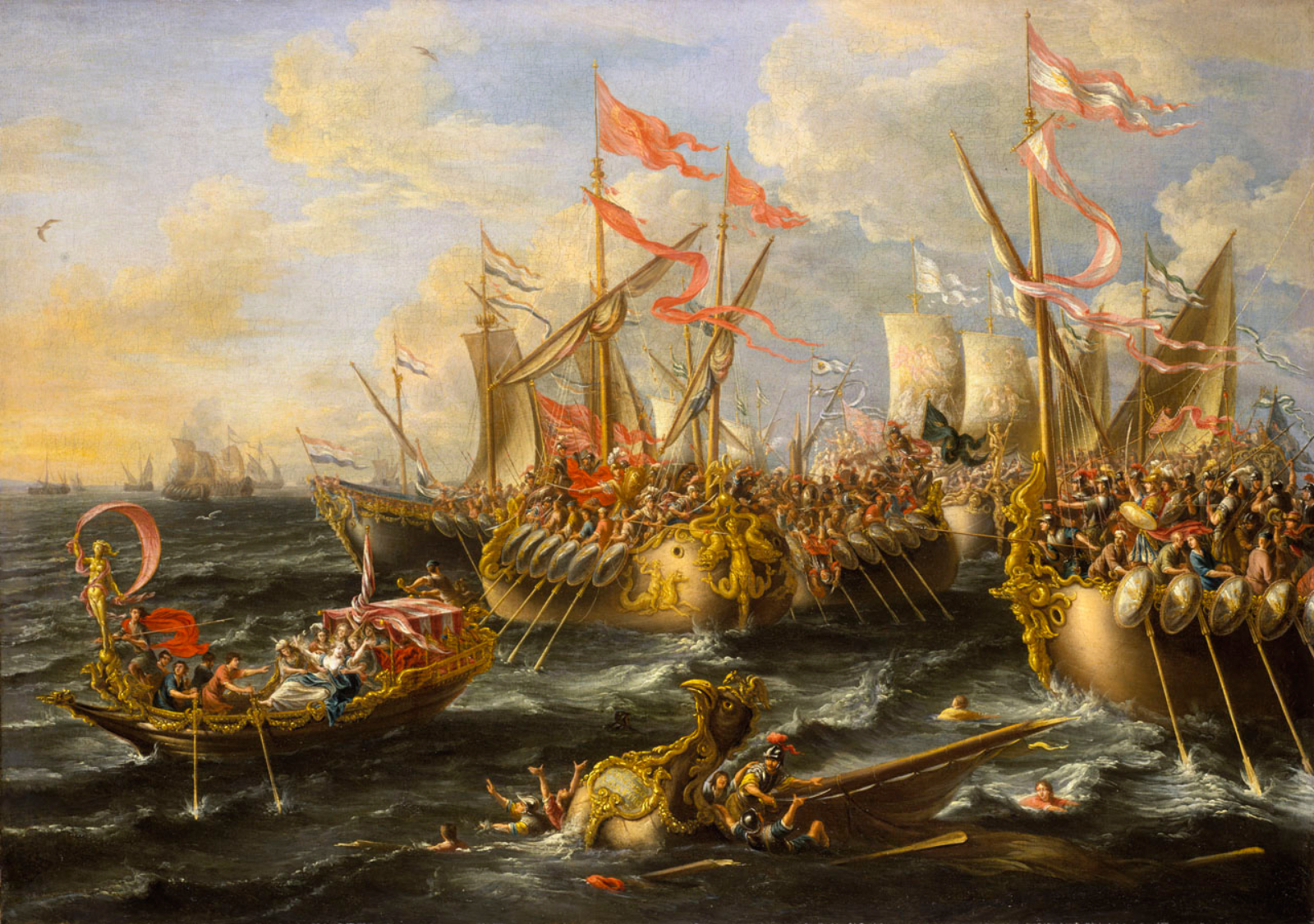
La bataille d'Actium par Lorenzo A. Castro, 1672.

Les relations avec Octave s'enveniment de nouveau en 32 avant notre ère et l'affrontement devient inévitable. Nul doute qu'Octave craint Marc Antoine et sa popularité, encore forte au Sénat, mais le triomphe d'Antoine en 35 et la désignation de Ptolémée XV Césarion comme roi des rois lui font envisager un danger plus vaste encore. Après tout, ce jeune homme est le seul fils de César, et il pourrait un jour lui venir l'idée, si les circonstances s'y prêtent, de venir réclamer son héritage paternel. Aussi, Octave va s'employer à dénigrer par tous les moyens Marc Antoine et surtout Cléopâtre, l'Égyptienne, celle qui le tient sous ses charmes et qui l'oblige à des abandons qu'Octave estime désastreux pour Rome. La plupart de ces accusations sont de mauvaise foi et de la propagande auprès de l'opinion publique romaine mais sont aussi pour beaucoup à l'origine de la « légende noire » de Cléopâtre chez nombre d'auteurs antiques comme Sénèque. Ainsi, ce dernier écrit : « Cet Antoine qui était un grand homme, une belle intelligence, qui est-ce qui l'a perdu en le faisant passer sous l'empire de mœurs étrangères, de vices qu'ignorait le Romain ? Son ivrognerie et son amour pour Cléopâtre qui égalait sa passion pour le vin. » Pline évoque Cléopâtre comme « une putain couronnée » dans l'Histoire naturelle. Cléopâtre est rendue responsable de la guerre et la propagande d'Octave n'hésite pas à affirmer qu'elle souhaite régner sur Rome.
La guerre voit l'Égypte fournir une part importante de l'effort de guerre (plus de 200 trières), de même que les royaumes alliés, à l'exception notable de l'habile Hérode qui, visiblement, fait le pari d'une victoire d'Octave, la reine d'Égypte souhaitant annexer son royaume. Mais Marc Antoine, alors qu'il dispose des troupes les plus aguerries et de la supériorité numérique, mène la guerre en dépit du bon sens, sans énergie, et, alors qu'Octave peine à constituer son armée, l'inaction d'Antoine lui donne le temps de s'organiser. De plus, l'implication de Cléopâtre dans le conflit est mal perçue par les officiers qui entourent Antoine, en particulier les anciens républicains, assassins de César, ralliés à lui. Ainsi, Domitius Ahenobarbus refuse absolument de saluer Cléopâtre de son titre de reine et finit par faire défection. Cette hostilité viscérale de certains Romains à la monarchie éloigne d'Antoine de nombreux hommes de valeur ; elle n'est pas comprise par les historiens de culture grecque des siècles suivants, qui ne font guère de différence entre la dictature de César, le triumvirat et le principe monarchique dans d'autres États. Ainsi, Appien écrit : « La différence ne se trouve que dans les mots, en pratique le dictateur n'était ni plus ni moins qu'un roi. » Cléopâtre connaît d'ailleurs cette hostilité et ne quitte pas Marc Antoine de toute la préparation du conflit. Elle est présente à Éphèse, à Athènes puis à Patras. Plus lucide que les officiers d'Antoine, elle comprend fort bien qu'Octave ne la dénonce que pour mieux miner le prestige d'Antoine encore important au Sénat.
Octave n'est pas un grand chef de guerre, mais il s'appuie sur Agrippa, un officier compétent qui lui donne rapidement l'avantage. Lorsque éclate la bataille navale d'Actium (septembre 31), Cléopâtre anticipe rapidement l'issue finale de la guerre et rompt le combat avec sa flotte. Cette fuite, seul moyen de sauver ce qui peut l'être, est évidemment exploitée par Octave auprès des officiers et des hommes d'Antoine dont beaucoup changent d'allégeance.

#### Mort

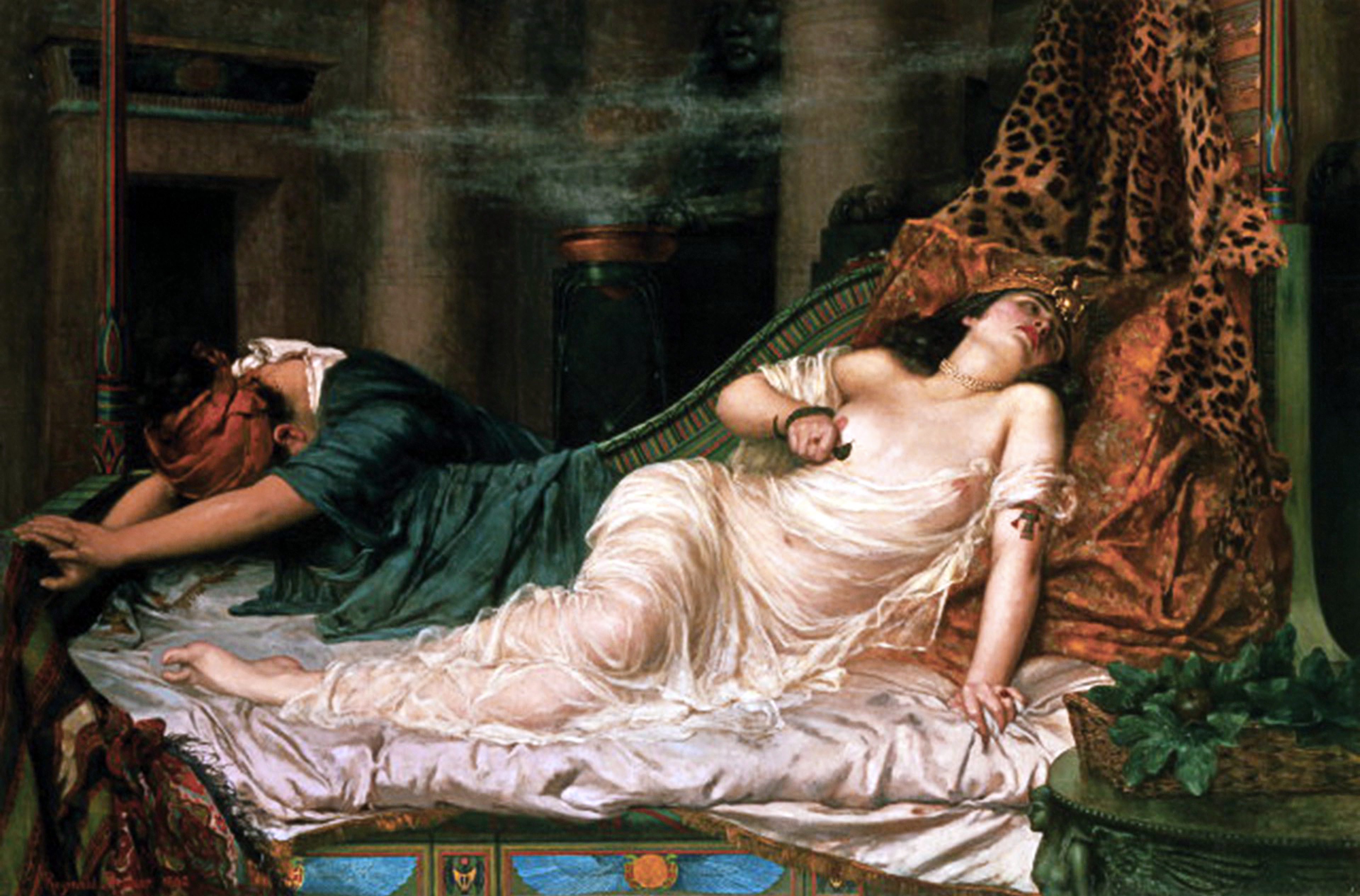
La Mort de Cléopâtre, de Reginald Arthur (1892).

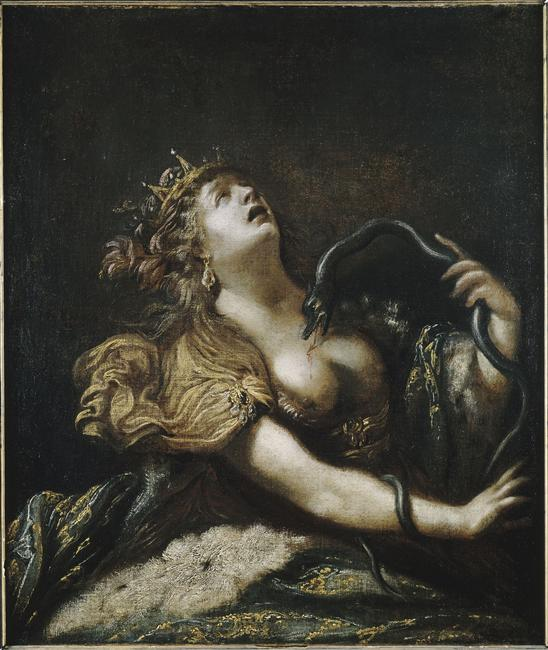
Cléopâtre se donnant la mort de Claude Vignon.

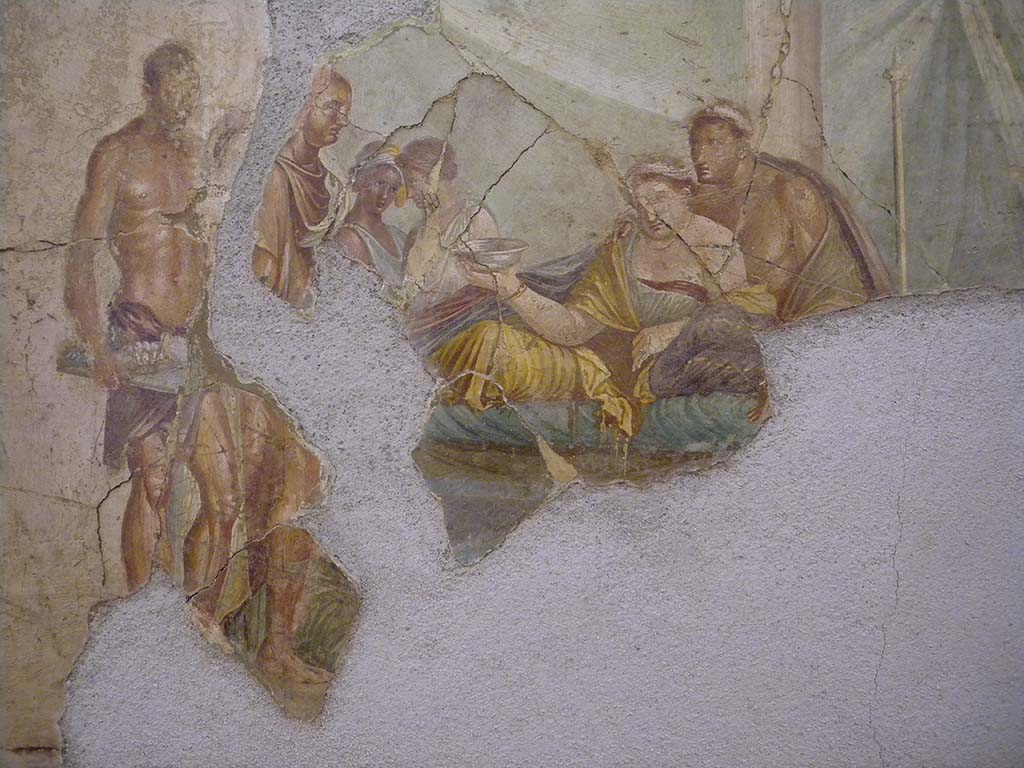
Peinture romaine de la maison de Giuseppe II, Pompéi, début du Ier siècle de notre ère, représentant très probablement Cléopâtre VII portant son diadème royal, consommant du poison lors d'un suicide, tandis que son fils Césarion, portant également un diadème royal, se tient derrière elle.

Les derniers mois de son règne sont assez méconnus. Antoine retourne en Égypte et ne prend pratiquement aucune mesure pour lutter contre l'avancée de plus en plus triomphale d'Octave. Il consume ses forces en banquets, beuveries et fêtes somptueuses sans se soucier de la situation. Il semble que Cléopâtre ait surtout cherché à mettre Césarion à l'abri en l'expédiant à Méroé en Nubie.
Vers août 30 avant notre ère, Octave arrive à Alexandrie. À la fausse annonce du suicide de Cléopâtre, Marc Antoine met fin à ses jours en se jetant sur son épée. Mourant, il est transporté par Cléopâtre dans son propre tombeau. Celle-ci est conduite devant Octave, qui la laisse se retirer avec ses servantes. Cette attitude est curieuse de la part du futur Auguste car il semble ne prendre aucune précaution pour prévenir un suicide de la reine ; il a pourtant besoin d'elle pour figurer à son triomphe. Craint-il qu'à l'instar de sa sœur Arsinoé, figurant au triomphe de Jules César en 46, elle n'inspire aux Romains que compassion plutôt que haine ? Il n'est pas impossible qu'Octave ait espéré le suicide de Cléopâtre, qui peut passer pour un témoignage supplémentaire de lâcheté, accréditant la thèse défendue par sa propre propagande. Suétone affirme au contraire qu'Octave souhaitait maintenir la reine en vie et qu'il aurait tenté de la faire sauver.
Plutarque dresse un récit saisissant et mélodramatique du suicide de la reine, inspiré d'Olympos, le médecin personnel de Cléopâtre, qui aurait publié un récit des événements : avec ses deux plus fidèles servantes, Iras et Charmion, Cléopâtre se donne la mort, le 12 août 30 av. J.-C., en se faisant porter un panier de figues contenant un ou deux serpents venimeux. Cette version est la plus courante.
Pour certains historiens, ce serait une nouvelle preuve de l'attachement de la reine aux traditions égyptiennes car la morsure de l'uræus, le cobra d'Amon-Rê, passe pour conférer l'immortalité et la divinité à sa victime. D'autres historiens, comme Marcel Le Glay, ont souligné les invraisemblances de ce récit qui serait un nouvel avatar de la propagande octavienne, car d'après eux, un serpent lâche tout son venin à la première morsure ; deux cobras ne pourraient donc tuer trois personnes. Cependant, cette hypothèse se heurte au fait que les serpents contrôlent l'injection de leur venin, un seul cobra pouvant parfaitement tuer trois personnes,. Ces historiens estiment dès lors qu'Octave aurait fait exécuter Cléopâtre.
Des historiens continuent de croire en la thèse du poison, déjà évoquée par Strabon qui évoque une pommade toxique qu'elle se serait appliquée. Le poison le plus connu à l'époque est en effet un mélange d'opium, de ciguë et d'aconitum, peut-être placé dans une épingle à cheveux maintenant le diadème souvent orné d'un double uræus, d'où la quiétude décrite sur le visage cadavérique de la reine et la confusion avec les cobras.
Si Césarion est exécuté sur ordre d'Octave, les trois autres enfants d'Antoine et Cléopâtre sont emmenés à Rome (ils sont exposés lors du triomphe d'Octave) et élevés par Octavie, restée fidèle à la mémoire de son époux, Marc Antoine. Cléopâtre Séléné épouse plus tard le roi et savant berbère Juba II de Maurétanie, orphelin de guerre élevé à Rome, comme elle, ce à quoi nous devons le buste de Cherchell qui représente Cléopâtre. On ignore ce que deviennent Alexandre Hélios et Ptolémée Philadelphe, qui ont peut-être survécu dans l'ombre.
Marc Antoine ayant demandé dans son testament d'être enseveli avec Cléopâtre, Octave autorise une inhumation double pour les amants mais sans préciser le lieu exact de leur sépulture. La découverte de leur tombeau constituerait un événement archéologique sans précédent, du même niveau que l'exhumation de la tombe de Toutânkhamon par Howard Carter en 1922. Selon l'égyptologue Zahi Hawass, directeur du Conseil suprême des Antiquités égyptiennes, ce tombeau pourrait se situer à Semoha (en), dans la banlieue d'Alexandrie, où une fouille en 2003 suggère une association possible entre le mausolée de Cléopâtre et un temple d'Isis. Depuis 2006, les recherches se concentrent à Taposiris Magna, à une quarantaine de kilomètres à l'ouest d'Alexandrie, où plusieurs campagnes de fouilles du temple ont notamment mis en évidence un cimetière et vingt-deux pièces en bronze frappées du profil de Cléopâtre.

## Œuvre politique

### L'Égyptienne
Bien que l'appellation d'« Égyptienne » soit héritée de la propagande augustéenne, Cléopâtre s'est efforcée de renouer avec les traditions séculaires de l'Égypte pharaonique et de s'accommoder avec son peuple. Elle est en effet la seule souveraine qui ait tenté véritablement de rallier les gens de la chôra (la « province » par opposition à la capitale), sachant qu'elle reste peu populaire à Alexandrie, surtout depuis le passage de Jules César. Les indigènes ne se sont guère révoltés durant son règne alors que le royaume connaît une grave crise d'approvisionnement en 42 avant notre ère et que les taxes royales restent toujours aussi élevées, comme en témoignent les importants revenus versés à Marc Antoine.
Elle assume des rituels pharaoniques que ses prédécesseurs ont négligés. Elle adopte notamment le rituel traditionnel pour la naissance de Ptolémée-Césarion-Horus, fils de César-Amon et de Cléopâtre-Isis. Elle s'appuie par ailleurs sur les indigènes égyptiens pour assurer les droits de Césarion à la succession. Elle est aussi la seule de sa dynastie à parler l'égyptien. Elle protège en outre la population juive pour qui le règne de Cléopâtre s'avère une période propice. De nombreux témoignages montrent l'attitude favorable de Cléopâtre envers les Juifs. Vers 30 avant notre ère, elle confirme par exemple un édit remontant à Ptolémée II Philadelphe qui accorde des privilèges à certaines synagogues.
La royauté semble pour elle moins un patrimoine que l'on dilapide qu'une « patrie » que l'on dirige ; ce simple fait la distingue des derniers souverains de la dynastie lagide emportés dans d'inextricables querelles dynastiques et en butte à de nombreuses révoltes.

### La dernière des Lagides
Cléopâtre connaît les pesanteurs qui paralysent le royaume lagide, l'instabilité et la précarité qui le caractérisent ; elle estime dès lors que Rome peut assurer la pérennité de la dynastie. Elle a donc tenté de persuader César (sans grand succès semble-t-il) puis Antoine (avec plus de réussite au départ) qu'une alliance est préférable à une colonisation. Si elle s'implique autant dans les aléas de la politique romaine, et cherche à utiliser sa puissance, c'est bien pour affermir son pouvoir et sortir son pays de la décadence, tout en maintenant son indépendance.
Mais ce tournant dans la politique lagide aboutit à une impasse, car Cléopâtre est emportée par la guerre civile entre Marc Antoine et Octave. La victoire de ce dernier sonne le glas de la dernière dynastie issue des Diadoques : Césarion est assassiné, Ptolémée Philadelphe, Alexandre Hélios et Cléopâtre Séléné sont exilés après avoir été exhibés durant le triomphe d'Octave. La mort de Cléopâtre et la mainmise impériale sur l'Égypte marquent la fin de la période hellénistique.

## Titulature pharaonique
Tous les noms de sa titulature proviennent de la représentation de la naissance de Ptolémée XV sur le temple d'Hermonthis au sud de Thèbes. Les noms d'Horus sont suivis par des cartouches la désignant sous l'épithète de Philopator (« Qui aime son père »).

## Représentations

Cléopâtre dans l'art
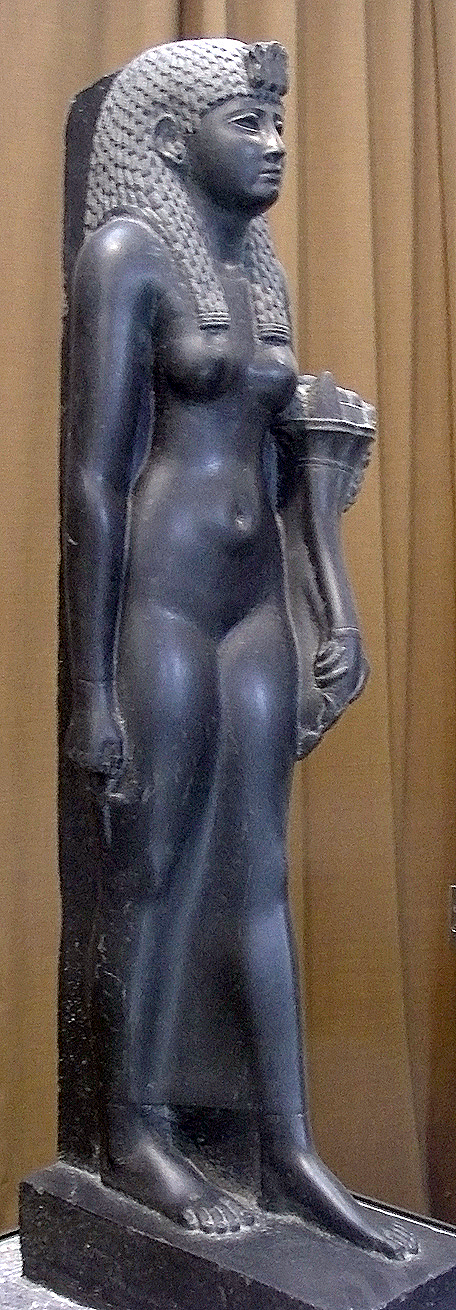
Statue de la reine Cléopâtre VII, seconde moitié du Ier siècle av. J.-C., musée de l'Ermitage.
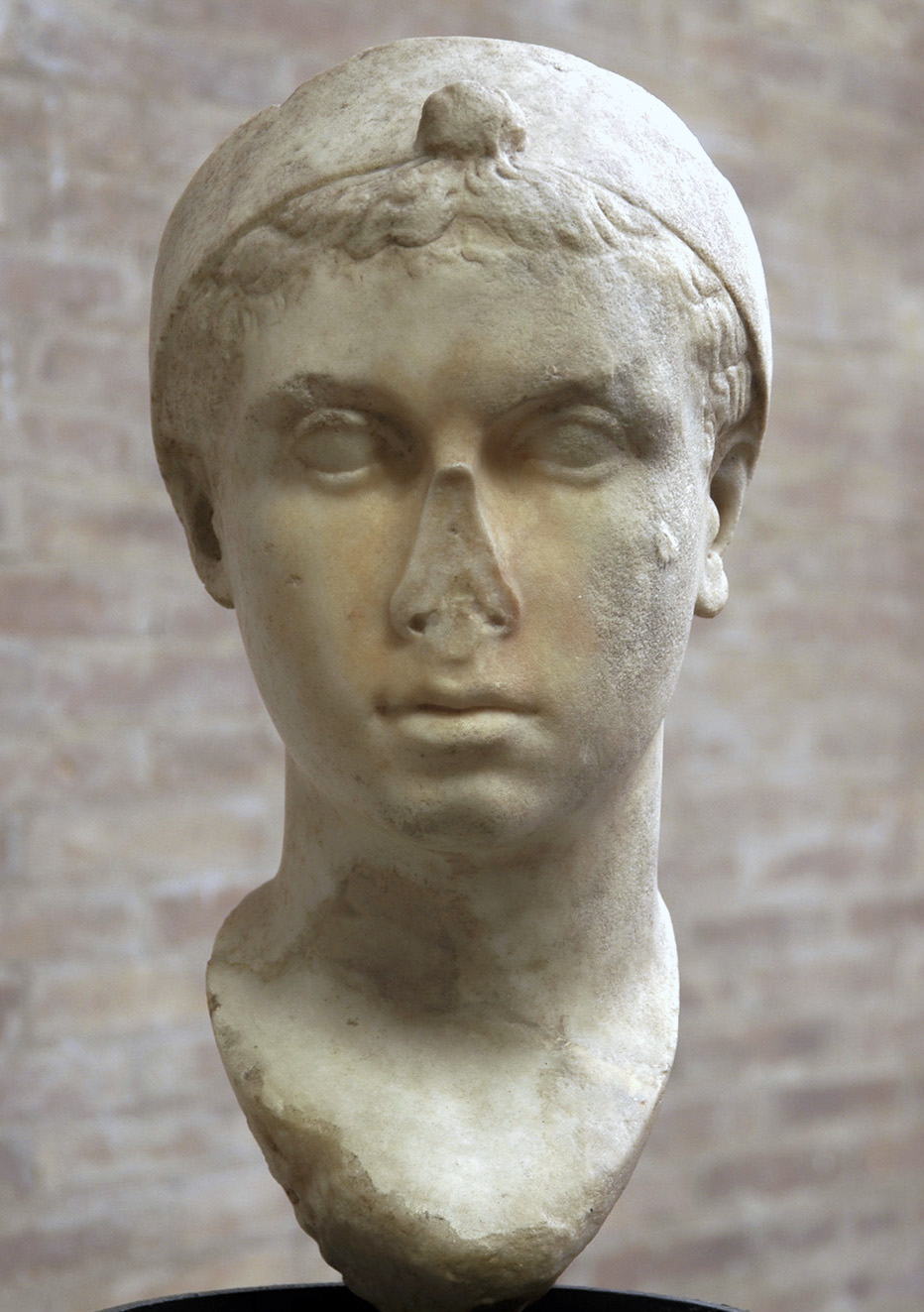
Buste de Cléopâtre VII, milieu du Ier siècle avant notre ère, musées du Vatican, Musée grégorien profane, montrant Cléopâtre avec une coiffure de « melon » et un diadème royal hellénistique porté au-dessus de sa tête.
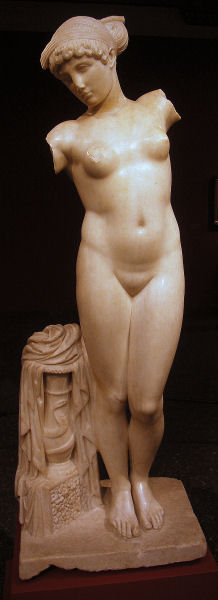
La Vénus Esquilin, une statue romaine ou hellénistique-égyptienne de Vénus (Aphrodite), qui peut être une représentation de Cléopâtre VII, musées du Capitole, Rome.

### Iconographie
Les représentations de Cléopâtre appartiennent à deux traditions distinctes, grecque ou égyptienne. Les images grecques nous montrent la reine vêtue du chiton et de l'himation et coiffée du bandeau plat (diadéma, bandeau dit royal mais présent sur des effigies non royales) des souverains hellénistiques. Les traits du visage se veulent réalistes : visage ovale, pommettes hautes, nez busqué imposant ; cheveux coiffés en chignon et chevelure entortillée en « côtes de melon » (tête en marbre du Vatican, tête en marbre de Berlin). À l'inverse, l'iconographie égyptienne n'est pas du tout réaliste : il s'agit de faire apparaître Cléopâtre comme une souveraine pharaonique traditionnelle, notamment sur les bas-reliefs des temples de Dendérah, Coptos et Hermonthis. L'égyptologiste Sally-Ann Ashton a identifié six statues ou fragments de statues qui pourraient représenter Cléopâtre en reine égyptienne. La plus célèbre est conservée au musée de l'Ermitage à Saint-Pétersbourg. Cette sculpture en basalte figure Cléopâtre, coiffée d'une lourde perruque, sous les traits de son ancêtre, Arsinoé II divinisée, dont elle reprend le motif de la double corne d'abondance. Mais les trois cobras qui se dressent au-dessus de son front pourraient être une caractéristique de la dernière reine lagide.

### Numismatique

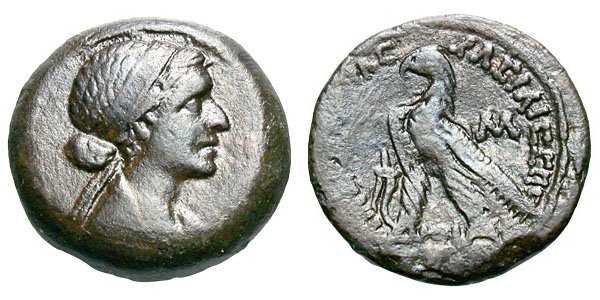
Monnaie à l'effigie de Cléopâtre, avec au revers un aigle tenant un éclair et l'inscription.

Les monnaies de Cléopâtre appartiennent à l'iconographie grecque. Dix-neuf types monétaires différents ont été publiés. Ils ont été frappés à Alexandrie, Chypre, Cyrène et dans divers ateliers du Proche-Orient actuel (Ascalon, Chalcis du Liban, Damas, Tripoli, Dora, Orthosia (en)). Ces monnaies sont datées de l'ère royale d'Alexandrie qui débute en 52/51 avant notre ère pour Cléopâtre, ou bien de l'ère dite de la Théa néôtéra (« Déesse nouvelle »), une épithète divine prise en 36. Parfois, les deux ères apparaissent conjointement. L'une des innovations majeures du monnayage de Cléopâtre est aussi d'avoir, pour la première fois, fait apparaître la valeur fiduciaire de la monnaie, au revers des pièces de bronzes. Il s'agit, par cette mesure très habile, d'enrayer l'inflation du bronze par rapport à l'argent.

### Peinture

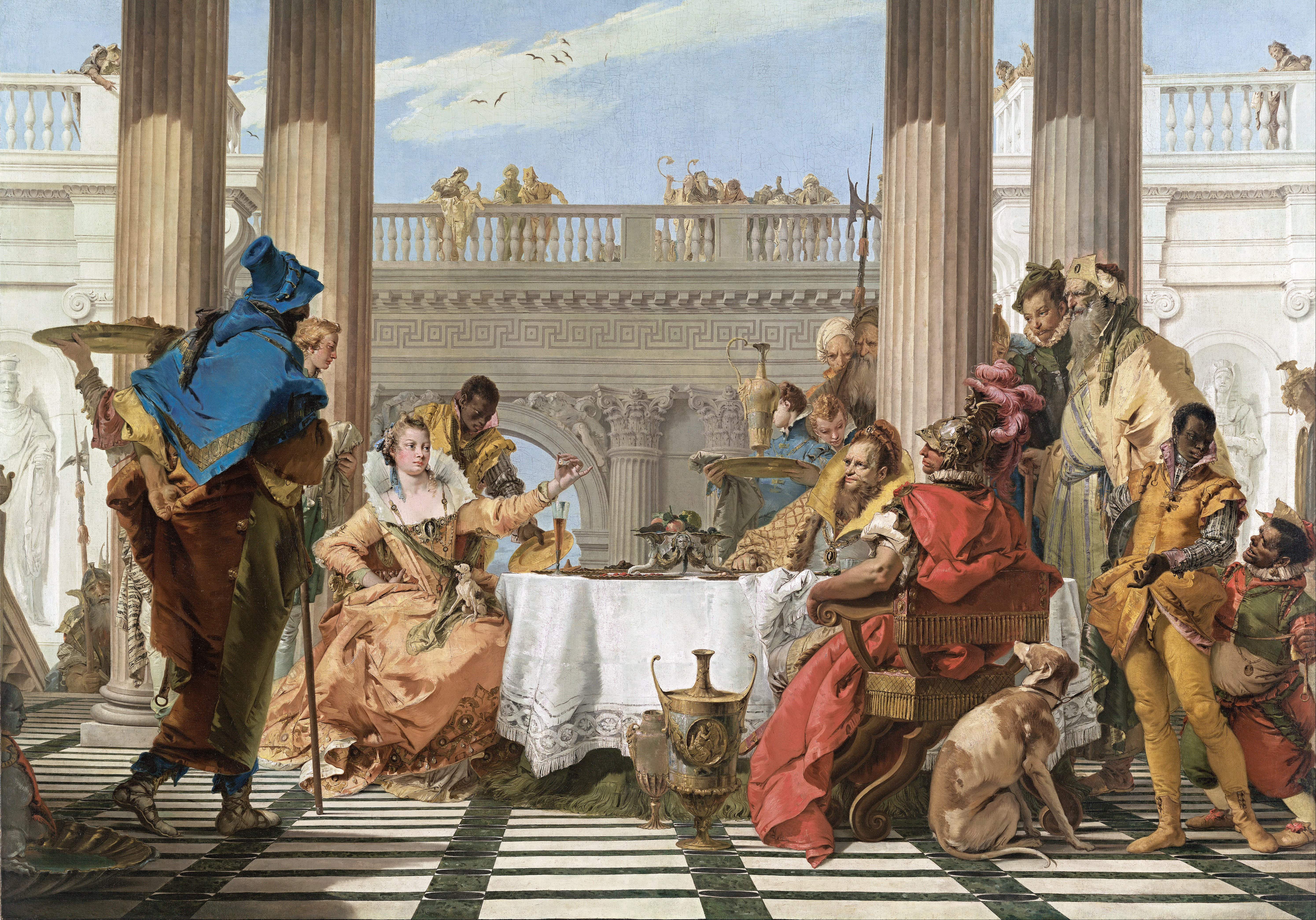
Le Banquet de Cléopâtre par Giambattista Tiepolo, 1744.

Cléopâtre a été le sujet de nombreux tableaux et dessins, réalisés notamment par Reginald Arthur, Augustin Hirschvogel, Guido Cagnacci, Johann Liss, John William Waterhouse et Jean-André Rixens.

### Sculpture
- 1700 : François Barois, Cléopâtre mourant, marbre, musée du Louvre, Paris.
- 1844 : Daniel Ducommun du Locle, Cléopâtre, bronze, musée des Beaux-Arts de Marseille.

### Art contemporain
- Cléopâtre figure parmi les 1 038 femmes référencées dans The Dinner Party (1979) de Judy Chicago. Son nom y est associé à Boadicée[73],[74].

### Littérature et bande dessinée
(par ordre chronologique)
- Plutarque l'évoque dans les Vies parallèles des hommes illustres (César, Antoine, Auguste).
- Blaise Pascal, dans les Pensées, affirme : « Le nez de Cléopâtre, s'il eût été plus court, toute la face de la terre aurait changé »[75]. Cette pensée est parodiée par Isidore Ducasse dans ses Poésies en 1870 : « Si la morale de Cléopâtre eût été moins courte, la face de la terre aurait changé. Son nez n'en serait pas devenu plus long. »
- Théophile Gautier, Une nuit de Cléopâtre, nouvelle, 1845.
- Oscar de Wertheimer, Cléopâtre, Payot, 1956.
- Marin Tassilit, Cléopâtre, Librairie Charpentier, Ouvrages de poche, 1964.
- Paul Gordeaux, Cléopâtre, J'ai lu, 1970.
- Anne Rice, La Momie, Pocket, 1992.
- Annie Jay, Le Trône de Cléopâtre, Hachette jeunesse, 1996.
- Margaret George (en), Les Mémoires de Cléopâtre, 1997.Édité en France en trois tomes : La Fille d'Isis, Sous le signe d'Aphrodite et La Morsure du serpent. Cette œuvre retrace la vie de la reine, de son enfance à sa mort.
- Hortense Dufour, Cléopâtre la fatale, Flammarion, 1998.
- Irène Frain, Cléopâtre, l'Inimitable, Fayard, 1998 ; rééd. Le Livre de poche, 1999.
- Emmanuelle Dupal, Princesse Cléo, Les Éditeurs réunis, 2011.Cette série de romans jeunesse illustre les aventures fantastiques de la jeune Cléopâtre, adolescente fougueuse et déterminée à protéger son père, Ptolémée XII.
- Françoise Chandernagor, Les Enfants d'Alexandrie, Albin Michel, 2011.Premier volet du futur triptyque La Reine oubliée, où le point de vue dominant est celui de Cléopâtre Séléné, fille de Cléopâtre et de Marc Antoine.
- Christian Jacq, Le Dernier Rêve de Cléopâtre, XO, 2012.
- Cléopâtre apparaît également dans certains albums d'Astérix. Dans Astérix et Cléopâtre (1965), René Goscinny et Albert Uderzo en font une reine à la fois pleine de charme et capricieuse, tout comme dans Le Fils d'Astérix (1983).

### Jeux vidéo
Elle apparaît comme dirigeante de l'Égypte dans Civilization II, Civilization III, Civilization Revolution et Civilization VI ainsi que dans Assassin's Creed Origins.

### Œuvres scéniques
La reine d'Égypte a donné lieu à de très nombreuses représentations. Ainsi, entre 1540 et 1905, elle a inspiré cinq ballets, 45 opéras et 77 pièces de théâtre en plus des sept films de long métrage tournés.

#### Théâtre
- Étienne Jodelle, Cléopâtre captive, tragédie, 1553.
- Robert Garnier, Marc Antoine, 1578.
- Nicolas de Montreux, Cléopâtre, 1592.
- William Shakespeare, Antoine et Cléopâtre, 1623.
- Isaac de Benserade, Cléopâtre, tragédie, 1636.
- Victorien Sardou, Cléopâtre, drame, 1890.
- George Bernard Shaw, Cesar and Cleopatra, écrite en 1898 et portée à la scène en 1906. Elle est notamment reprise à Londres en 1946 avec Vivien Leigh dans le rôle de la reine.
- Christophe Fiat, Cléopâtre in love avec Judith Henry dans le rôle de Cléôpâtre, Théâtre Public de Montreuil, 2019.

#### Musique
- Cléopâtre est l'un des personnages principaux de l'opéra en trois actes de Haendel Giulio Cesare in Egitto, créé le 20 février 1724.
- Cléopâtre est une cantate pour soprano solo et orchestre d'Hector Berlioz, composée en 1829 pour le prix de Rome.
- Cleopatra e Cesare est un opéra du compositeur allemand Carl Heinrich Graun, composé en 1742.
- Cléopâtre est un opéra en quatre actes de Jules Massenet sur un livret de Louis Payen. L'œuvre fut créée à l'opéra de Monte-Carlo le 23 février 1914, presque deux ans après la mort du compositeur.
- Anthony and Cleopatra est un opéra en trois actes de Samuel Barber, créé le 16 septembre 1966 au Metropolitan Opera.
- Cleopatra est une chanson longue du compositeur et chanteur égyptien Mohammed Abdel Wahab. Poème en langue arabe d'Ali Mahmoud Taha (en).

- La Gondole est une longue chanson du compositeur et chanteur égyptien Mohammed Abdel Wahab. Poème en langue arabe d'Ali Mahmoud Taha.

- Frank Ocean, dans sa chanson Pyramids, utilise l'image de Cléopâtre. Il narre dans une première partie l'histoire tragique de celle-ci. Dans une seconde partie, il décrit plutôt une « Cléopâtre des temps modernes »[76].
- Katy Perry jouant le rôle de Cléopâtre sous un décor égyptien dans son clip Dark Horse, sorti en 2014.
- Le second album du groupe The Lumineers, sorti en 2016, se nomme Cleopatra.

#### Cinéma
Cléopâtre a été mise en scène de nombreuses fois au cinéma et cela dès les débuts du 7e art. La première actrice à l'incarner a été une Française, Jehanne d'Alcy, qui apparaît dans Cléopâtre, un film de Georges Méliès de deux minutes réalisé en 1899, longtemps considéré comme perdu puis retrouvé en 2005, où l'actrice interprète plus précisément son fantôme qui surgit après une profanation de son tombeau,.
Trois autres films de l'époque du cinéma muet évoquent la reine d'Égypte, et en particulier sa rencontre avec Antoine : Marc-Antoine et Cléopâtre du réalisateur italien Enrico Guazzoni (1913), Anthony and Cleopatra du réalisateur américain Bryan Foy, et surtout, en 1917, La Reine des Césars du réalisateur américain J. Gordon Edwards, qui offre le rôle à l'une des « vamps » de la Fox, Theda Bara.
L'un des premiers films parlants est la Cléopâtre de Cecil B. DeMille (1934), avec dans le rôle principal l'actrice française Claudette Colbert. Le rôle est repris par Vivien Leigh en 1946 dans une adaptation anglaise, par Gabriel Pascal, de la pièce de George Bernard Shaw César et Cléopâtre.
Linda Cristal est la reine d'Égypte dans Les Légions de Cléopâtre (1959), de Vittorio Cottafavi, qui fait revivre les derniers mois de l'existence de Cléopâtre et d'Antoine, retranchés à Alexandrie après la défaite d'Actium.
Néanmoins, l'actrice qui a incarné Cléopâtre pour des générations de cinéphiles est Elizabeth Taylor dans le film Cléopâtre de Joseph L. Mankiewicz, sorti en 1963, avec Rex Harrison dans le rôle de Jules César et surtout Richard Burton dans celui d'Antoine. La qualité du scénario et de l'interprétation, la médiatisation de la star et des soixante-quatre robes qu'elle porte à l'écran, sans compter ses amours avec Richard Burton ni la quasi-faillite de la Fox entraînée par ce film extrêmement coûteux, associent étroitement et pour longtemps encore le visage de l'actrice et celui de la reine d'Égypte.
Elle est représentée aussi dans certains films comiques ou parodiques, tels Deux Heures moins le quart avant Jésus-Christ de Jean Yanne, sorti en 1982, où elle est incarnée par Mimi Coutelier, Astérix et Obélix : Mission Cléopâtre d'Alain Chabat, sorti en 2002, où le rôle a été confié à Monica Bellucci, et, en 2023, dans Astérix et Obélix : L'Empire du Milieu de Guillaume Canet où elle est jouée par Marion Cotillard.
Le personnage de Cléopâtre apparaît également dans quelques films pornographiques, souvent interprété par des actrices dont l'apparence physique rappelle celle d'Elizabeth Taylor.

#### Comédie musicale
En 2009, Cléopâtre, La dernière reine d'Égypte, comédie musicale de Kamel Ouali, relate la vie de Cléopâtre (interprétée par Sofia Essaïdi) de sa rencontre avec César à son suicide.

#### Télévision

##### Fiction
En 1999, dans le téléfilm Cléopâtre, Leonor Varela incarne la reine d'Égypte aux côtés de Billy Zane et de Timothy Dalton.
Cléopâtre est aussi présente dans la série Rome, où elle a les traits de Lyndsey Marshal, qui campe un personnage autoritaire et prêt à tout pour sauver son royaume. Son amour pour Antoine y est passionnel, même si elle le manipule en vue de parvenir à ses fins.
En 2020, Cléopâtre est le personnage principal de la série d'animation Cléopâtre dans l'espace de Tidwell Scooter et Thiessen Jayson, où elle se retrouve transportée 30 000 ans dans le futur sur une planète aux influences égyptiennes, dirigée par des chats qui parlent, et où elle apprend qu'elle est la sauveuse d'une galaxie.

##### Documentaires
- 1998 : The Real Cleopatra - The Great Egyptians réalisé par Peter Spry.
- 2010 : Cléopâtre, portrait d'une tueuse réalisé par Paul Elston.
- 2016 : 
  - Cléopâtre ou la beauté fatale[80].
  - Les derniers mystères d’Égypte – Sur les traces de Cléopâtre réalisé par Olivier Lemaître.
- 2020 : Le Mystère Cléopâtre, la Dernière Reine d'Égypte réalisé par Rosalind Bain.
- 2023 : La Reine Cléopâtre, série documentaire produite par Jada Pinkett Smith.